# 1877
Portal Geschichte | Portal Biografien | Aktuelle Ereignisse | Jahreskalender | Tagesartikel

◄ |
18. Jahrhundert |
19. Jahrhundert
| 20. Jahrhundert | ►

◄ |
1840er |
1850er |
1860er |
1870er
| 1880er | 1890er | 1900er | ►

◄◄ |
◄ |
1873 |
1874 |
1875 |
1876 |
1877
| 1878 | 1879 | 1880 | 1881 | ► | ►►
Staatsoberhäupter · Wahlen · Nekrolog   · Musikjahr   · Sportjahr
| Januar | Januar | Januar | Januar | Januar | Januar | Januar | Januar |
| Kw     | Mo     | Di     | Mi     | Do     | Fr     | Sa     | So     |
| ------ | ------ | ------ | ------ | ------ | ------ | ------ | ------ |
| 1      | 1      | 2      | 3      | 4      | 5      | 6      | 7      |
| 2      | 8      | 9      | 10     | 11     | 12     | 13     | 14     |
| 3      | 15     | 16     | 17     | 18     | 19     | 20     | 21     |
| 4      | 22     | 23     | 24     | 25     | 26     | 27     | 28     |
| 5      | 29     | 30     | 31     |        |        |        |        |

| Februar | Februar | Februar | Februar | Februar | Februar | Februar | Februar |
| Kw      | Mo      | Di      | Mi      | Do      | Fr      | Sa      | So      |
| ------- | ------- | ------- | ------- | ------- | ------- | ------- | ------- |
| 5       |         |         |         | 1       | 2       | 3       | 4       |
| 6       | 5       | 6       | 7       | 8       | 9       | 10      | 11      |
| 7       | 12      | 13      | 14      | 15      | 16      | 17      | 18      |
| 8       | 19      | 20      | 21      | 22      | 23      | 24      | 25      |
| 9       | 26      | 27      | 28      |         |         |         |         |

| März | März | März | März | März | März | März | März |
| Kw   | Mo   | Di   | Mi   | Do   | Fr   | Sa   | So   |
| ---- | ---- | ---- | ---- | ---- | ---- | ---- | ---- |
| 9    |      |      |      | 1    | 2    | 3    | 4    |
| 10   | 5    | 6    | 7    | 8    | 9    | 10   | 11   |
| 11   | 12   | 13   | 14   | 15   | 16   | 17   | 18   |
| 12   | 19   | 20   | 21   | 22   | 23   | 24   | 25   |
| 13   | 26   | 27   | 28   | 29   | 30   | 31   |      |

| April | April | April | April | April | April | April | April |
| Kw    | Mo    | Di    | Mi    | Do    | Fr    | Sa    | So    |
| ----- | ----- | ----- | ----- | ----- | ----- | ----- | ----- |
| 13    |       |       |       |       |       |       | 1     |
| 14    | 2     | 3     | 4     | 5     | 6     | 7     | 8     |
| 15    | 9     | 10    | 11    | 12    | 13    | 14    | 15    |
| 16    | 16    | 17    | 18    | 19    | 20    | 21    | 22    |
| 17    | 23    | 24    | 25    | 26    | 27    | 28    | 29    |
| 18    | 30    |       |       |       |       |       |       |

| Mai | Mai | Mai | Mai | Mai | Mai | Mai | Mai |
| Kw  | Mo  | Di  | Mi  | Do  | Fr  | Sa  | So  |
| --- | --- | --- | --- | --- | --- | --- | --- |
| 18  |     | 1   | 2   | 3   | 4   | 5   | 6   |
| 19  | 7   | 8   | 9   | 10  | 11  | 12  | 13  |
| 20  | 14  | 15  | 16  | 17  | 18  | 19  | 20  |
| 21  | 21  | 22  | 23  | 24  | 25  | 26  | 27  |
| 22  | 28  | 29  | 30  | 31  |     |     |     |

| Juni | Juni | Juni | Juni | Juni | Juni | Juni | Juni |
| Kw   | Mo   | Di   | Mi   | Do   | Fr   | Sa   | So   |
| ---- | ---- | ---- | ---- | ---- | ---- | ---- | ---- |
| 22   |      |      |      |      | 1    | 2    | 3    |
| 23   | 4    | 5    | 6    | 7    | 8    | 9    | 10   |
| 24   | 11   | 12   | 13   | 14   | 15   | 16   | 17   |
| 25   | 18   | 19   | 20   | 21   | 22   | 23   | 24   |
| 26   | 25   | 26   | 27   | 28   | 29   | 30   |      |

| Juli | Juli | Juli | Juli | Juli | Juli | Juli | Juli |
| Kw   | Mo   | Di   | Mi   | Do   | Fr   | Sa   | So   |
| ---- | ---- | ---- | ---- | ---- | ---- | ---- | ---- |
| 26   |      |      |      |      |      |      | 1    |
| 27   | 2    | 3    | 4    | 5    | 6    | 7    | 8    |
| 28   | 9    | 10   | 11   | 12   | 13   | 14   | 15   |
| 29   | 16   | 17   | 18   | 19   | 20   | 21   | 22   |
| 30   | 23   | 24   | 25   | 26   | 27   | 28   | 29   |
| 31   | 30   | 31   |      |      |      |      |      |

| August | August | August | August | August | August | August | August |
| Kw     | Mo     | Di     | Mi     | Do     | Fr     | Sa     | So     |
| ------ | ------ | ------ | ------ | ------ | ------ | ------ | ------ |
| 31     |        |        | 1      | 2      | 3      | 4      | 5      |
| 32     | 6      | 7      | 8      | 9      | 10     | 11     | 12     |
| 33     | 13     | 14     | 15     | 16     | 17     | 18     | 19     |
| 34     | 20     | 21     | 22     | 23     | 24     | 25     | 26     |
| 35     | 27     | 28     | 29     | 30     | 31     |        |        |

| September | September | September | September | September | September | September | September |
| Kw        | Mo        | Di        | Mi        | Do        | Fr        | Sa        | So        |
| --------- | --------- | --------- | --------- | --------- | --------- | --------- | --------- |
| 35        |           |           |           |           |           | 1         | 2         |
| 36        | 3         | 4         | 5         | 6         | 7         | 8         | 9         |
| 37        | 10        | 11        | 12        | 13        | 14        | 15        | 16        |
| 38        | 17        | 18        | 19        | 20        | 21        | 22        | 23        |
| 39        | 24        | 25        | 26        | 27        | 28        | 29        | 30        |

| Oktober | Oktober | Oktober | Oktober | Oktober | Oktober | Oktober | Oktober |
| Kw      | Mo      | Di      | Mi      | Do      | Fr      | Sa      | So      |
| ------- | ------- | ------- | ------- | ------- | ------- | ------- | ------- |
| 40      | 1       | 2       | 3       | 4       | 5       | 6       | 7       |
| 41      | 8       | 9       | 10      | 11      | 12      | 13      | 14      |
| 42      | 15      | 16      | 17      | 18      | 19      | 20      | 21      |
| 43      | 22      | 23      | 24      | 25      | 26      | 27      | 28      |
| 44      | 29      | 30      | 31      |         |         |         |         |

| November | November | November | November | November | November | November | November |
| Kw       | Mo       | Di       | Mi       | Do       | Fr       | Sa       | So       |
| -------- | -------- | -------- | -------- | -------- | -------- | -------- | -------- |
| 44       |          |          |          | 1        | 2        | 3        | 4        |
| 45       | 5        | 6        | 7        | 8        | 9        | 10       | 11       |
| 46       | 12       | 13       | 14       | 15       | 16       | 17       | 18       |
| 47       | 19       | 20       | 21       | 22       | 23       | 24       | 25       |
| 48       | 26       | 27       | 28       | 29       | 30       |          |          |

| Dezember | Dezember | Dezember | Dezember | Dezember | Dezember | Dezember | Dezember |
| Kw       | Mo       | Di       | Mi       | Do       | Fr       | Sa       | So       |
| -------- | -------- | -------- | -------- | -------- | -------- | -------- | -------- |
| 48       |          |          |          |          |          | 1        | 2        |
| 49       | 3        | 4        | 5        | 6        | 7        | 8        | 9        |
| 50       | 10       | 11       | 12       | 13       | 14       | 15       | 16       |
| 51       | 17       | 18       | 19       | 20       | 21       | 22       | 23       |
| 52       | 24       | 25       | 26       | 27       | 28       | 29       | 30       |
| 1        | 31       |          |          |          |          |          |          |

| Januar | Januar | Januar | Januar | Januar | Januar | Januar | Januar |
| Kw     | Mo     | Di     | Mi     | Do     | Fr     | Sa     | So     |
| ------ | ------ | ------ | ------ | ------ | ------ | ------ | ------ |
| 1      | 1      | 2      | 3      | 4      | 5      | 6      | 7      |
| 2      | 8      | 9      | 10     | 11     | 12     | 13     | 14     |
| 3      | 15     | 16     | 17     | 18     | 19     | 20     | 21     |
| 4      | 22     | 23     | 24     | 25     | 26     | 27     | 28     |
| 5      | 29     | 30     | 31     |        |        |        |        |

| Februar | Februar | Februar | Februar | Februar | Februar | Februar | Februar |
| Kw      | Mo      | Di      | Mi      | Do      | Fr      | Sa      | So      |
| ------- | ------- | ------- | ------- | ------- | ------- | ------- | ------- |
| 5       |         |         |         | 1       | 2       | 3       | 4       |
| 6       | 5       | 6       | 7       | 8       | 9       | 10      | 11      |
| 7       | 12      | 13      | 14      | 15      | 16      | 17      | 18      |
| 8       | 19      | 20      | 21      | 22      | 23      | 24      | 25      |
| 9       | 26      | 27      | 28      |         |         |         |         |

| März | März | März | März | März | März | März | März |
| Kw   | Mo   | Di   | Mi   | Do   | Fr   | Sa   | So   |
| ---- | ---- | ---- | ---- | ---- | ---- | ---- | ---- |
| 9    |      |      |      | 1    | 2    | 3    | 4    |
| 10   | 5    | 6    | 7    | 8    | 9    | 10   | 11   |
| 11   | 12   | 13   | 14   | 15   | 16   | 17   | 18   |
| 12   | 19   | 20   | 21   | 22   | 23   | 24   | 25   |
| 13   | 26   | 27   | 28   | 29   | 30   | 31   |      |

| April | April | April | April | April | April | April | April |
| Kw    | Mo    | Di    | Mi    | Do    | Fr    | Sa    | So    |
| ----- | ----- | ----- | ----- | ----- | ----- | ----- | ----- |
| 13    |       |       |       |       |       |       | 1     |
| 14    | 2     | 3     | 4     | 5     | 6     | 7     | 8     |
| 15    | 9     | 10    | 11    | 12    | 13    | 14    | 15    |
| 16    | 16    | 17    | 18    | 19    | 20    | 21    | 22    |
| 17    | 23    | 24    | 25    | 26    | 27    | 28    | 29    |
| 18    | 30    |       |       |       |       |       |       |

| Mai | Mai | Mai | Mai | Mai | Mai | Mai | Mai |
| Kw  | Mo  | Di  | Mi  | Do  | Fr  | Sa  | So  |
| --- | --- | --- | --- | --- | --- | --- | --- |
| 18  |     | 1   | 2   | 3   | 4   | 5   | 6   |
| 19  | 7   | 8   | 9   | 10  | 11  | 12  | 13  |
| 20  | 14  | 15  | 16  | 17  | 18  | 19  | 20  |
| 21  | 21  | 22  | 23  | 24  | 25  | 26  | 27  |
| 22  | 28  | 29  | 30  | 31  |     |     |     |

| Juni | Juni | Juni | Juni | Juni | Juni | Juni | Juni |
| Kw   | Mo   | Di   | Mi   | Do   | Fr   | Sa   | So   |
| ---- | ---- | ---- | ---- | ---- | ---- | ---- | ---- |
| 22   |      |      |      |      | 1    | 2    | 3    |
| 23   | 4    | 5    | 6    | 7    | 8    | 9    | 10   |
| 24   | 11   | 12   | 13   | 14   | 15   | 16   | 17   |
| 25   | 18   | 19   | 20   | 21   | 22   | 23   | 24   |
| 26   | 25   | 26   | 27   | 28   | 29   | 30   |      |

| Juli | Juli | Juli | Juli | Juli | Juli | Juli | Juli |
| Kw   | Mo   | Di   | Mi   | Do   | Fr   | Sa   | So   |
| ---- | ---- | ---- | ---- | ---- | ---- | ---- | ---- |
| 26   |      |      |      |      |      |      | 1    |
| 27   | 2    | 3    | 4    | 5    | 6    | 7    | 8    |
| 28   | 9    | 10   | 11   | 12   | 13   | 14   | 15   |
| 29   | 16   | 17   | 18   | 19   | 20   | 21   | 22   |
| 30   | 23   | 24   | 25   | 26   | 27   | 28   | 29   |
| 31   | 30   | 31   |      |      |      |      |      |

| August | August | August | August | August | August | August | August |
| Kw     | Mo     | Di     | Mi     | Do     | Fr     | Sa     | So     |
| ------ | ------ | ------ | ------ | ------ | ------ | ------ | ------ |
| 31     |        |        | 1      | 2      | 3      | 4      | 5      |
| 32     | 6      | 7      | 8      | 9      | 10     | 11     | 12     |
| 33     | 13     | 14     | 15     | 16     | 17     | 18     | 19     |
| 34     | 20     | 21     | 22     | 23     | 24     | 25     | 26     |
| 35     | 27     | 28     | 29     | 30     | 31     |        |        |

| September | September | September | September | September | September | September | September |
| Kw        | Mo        | Di        | Mi        | Do        | Fr        | Sa        | So        |
| --------- | --------- | --------- | --------- | --------- | --------- | --------- | --------- |
| 35        |           |           |           |           |           | 1         | 2         |
| 36        | 3         | 4         | 5         | 6         | 7         | 8         | 9         |
| 37        | 10        | 11        | 12        | 13        | 14        | 15        | 16        |
| 38        | 17        | 18        | 19        | 20        | 21        | 22        | 23        |
| 39        | 24        | 25        | 26        | 27        | 28        | 29        | 30        |

| Oktober | Oktober | Oktober | Oktober | Oktober | Oktober | Oktober | Oktober |
| Kw      | Mo      | Di      | Mi      | Do      | Fr      | Sa      | So      |
| ------- | ------- | ------- | ------- | ------- | ------- | ------- | ------- |
| 40      | 1       | 2       | 3       | 4       | 5       | 6       | 7       |
| 41      | 8       | 9       | 10      | 11      | 12      | 13      | 14      |
| 42      | 15      | 16      | 17      | 18      | 19      | 20      | 21      |
| 43      | 22      | 23      | 24      | 25      | 26      | 27      | 28      |
| 44      | 29      | 30      | 31      |         |         |         |         |

| November | November | November | November | November | November | November | November |
| Kw       | Mo       | Di       | Mi       | Do       | Fr       | Sa       | So       |
| -------- | -------- | -------- | -------- | -------- | -------- | -------- | -------- |
| 44       |          |          |          | 1        | 2        | 3        | 4        |
| 45       | 5        | 6        | 7        | 8        | 9        | 10       | 11       |
| 46       | 12       | 13       | 14       | 15       | 16       | 17       | 18       |
| 47       | 19       | 20       | 21       | 22       | 23       | 24       | 25       |
| 48       | 26       | 27       | 28       | 29       | 30       |          |          |

| Dezember | Dezember | Dezember | Dezember | Dezember | Dezember | Dezember | Dezember |
| Kw       | Mo       | Di       | Mi       | Do       | Fr       | Sa       | So       |
| -------- | -------- | -------- | -------- | -------- | -------- | -------- | -------- |
| 48       |          |          |          |          |          | 1        | 2        |
| 49       | 3        | 4        | 5        | 6        | 7        | 8        | 9        |
| 50       | 10       | 11       | 12       | 13       | 14       | 15       | 16       |
| 51       | 17       | 18       | 19       | 20       | 21       | 22       | 23       |
| 52       | 24       | 25       | 26       | 27       | 28       | 29       | 30       |
| 1        | 31       |          |          |          |          |          |          |

## Ereignisse

### Politik und Weltgeschehen

#### Asien
- 1. Januar: Königin Victoria von Großbritannien wird Kaiserin von Indien. Aus diesem Anlass wird der mehrtägige Delhi Durbar abgehalten.
- 24. September: Mit der Niederlage in der Schlacht von Shiroyama gegenüber herangeführten Regierungstruppen endet die Satsuma-Rebellion der Samurai in Japan.

#### Europa

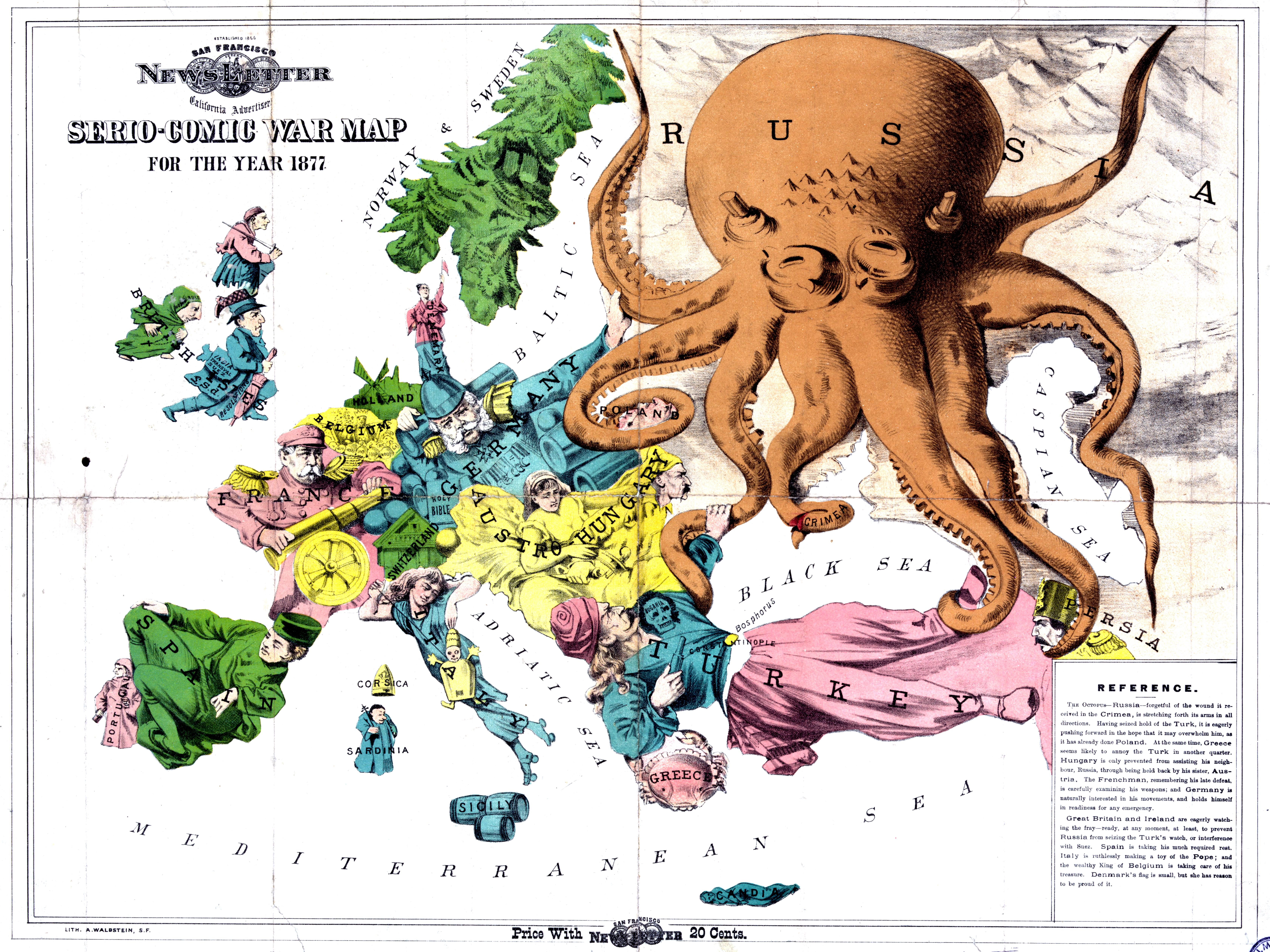
Satirische Karte von Europa, Fred W. Rose

- 1. Januar: Joachim Heer wird Bundespräsident der Schweiz.

Die Ergebnisse der Reichstagswahl nach Wahlkreisen

- 10. Januar: Bei der Reichstagswahl im Deutschen Kaiserreich gewinnen die Konservativen auf Kosten der liberalen Parteien Mandate hinzu. Auch die Sozialdemokraten erzielen Erfolge.
- 15. Januar: Im Vertrag von Budapest verständigen sich die Großmächte Russland und Österreich-Ungarn in Balkanfragen. Es soll dort kein großslawischer Staat entstehen und Österreich-Ungarn werden Bosnien und die Herzegowina zugestanden. Im Gegenzug verhält sich die Donaumonarchie neutral bei einem bewaffneten Konflikt Russlands mit dem Osmanischen Reich. Kurz danach bricht der Russisch-Türkische Krieg aus, den erst der Frieden von San Stefano wieder beendet.
- 27. Januar: Das verabschiedete Gerichtsverfassungsgesetz dient dem Zweck, im Deutschen Reich die Regelungen zur ordentlichen Gerichtsbarkeit zu vereinheitlichen.
- 31. März: Kurz vor Ausbruch des Russisch-Osmanischen Krieges unterzeichnen die europäischen Großmächte das Londoner Protokoll.
- 24. April: Russland übermittelt seine Kriegserklärung an das Osmanische Reich.

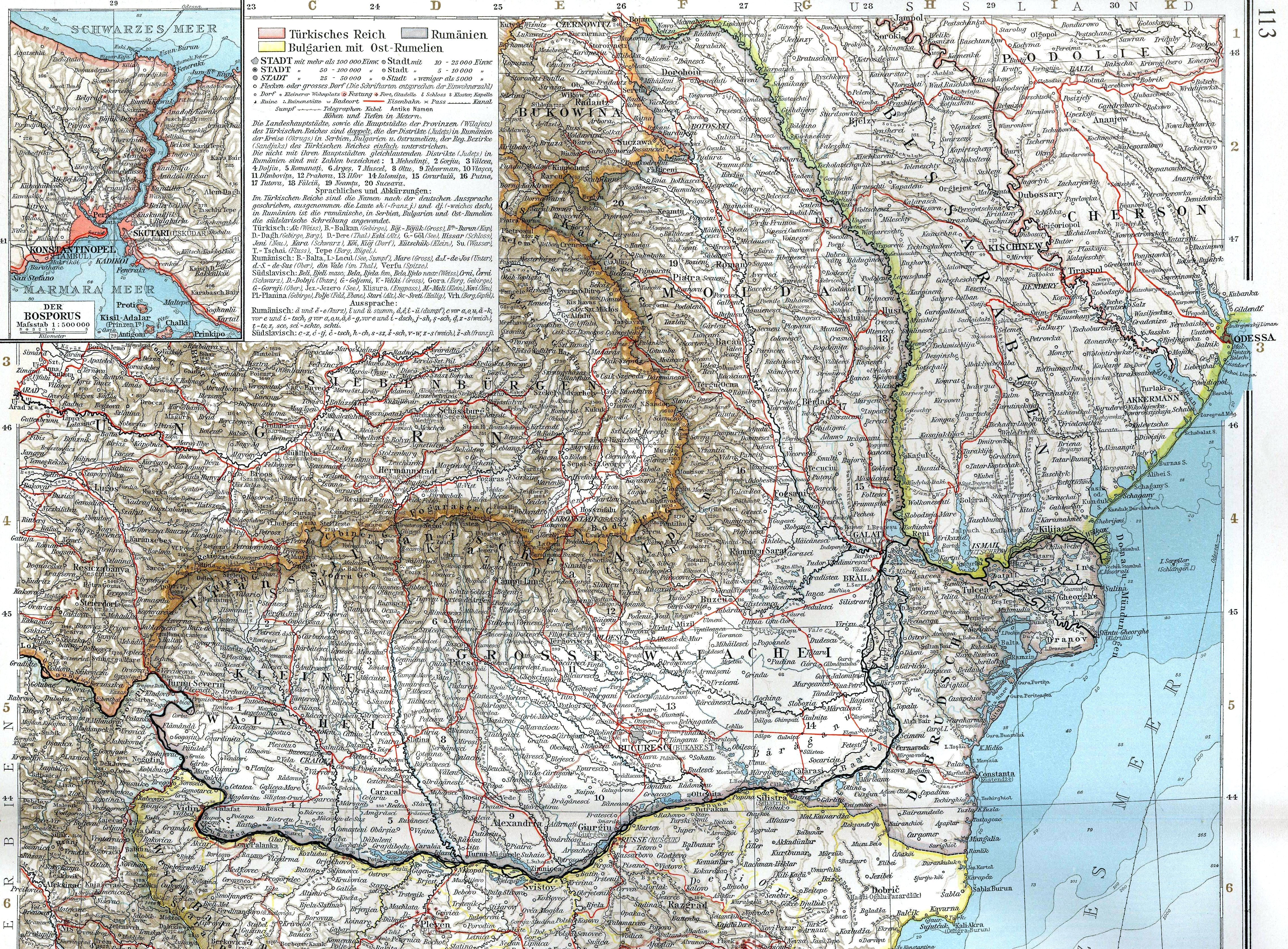
Rumänien 1878–1913

- 9. Mai: Rumänien erhält die Unabhängigkeit vom Osmanischen Reich.
- 15. Juni: Im Kissinger Diktat legt der deutsche Reichskanzler Otto von Bismarck wichtige Grundzüge seiner Politik zur Balkankrise fest.
- 27. Juni: Mit der Überquerung der Donau durch russische Truppen beginnt ein weiterer Türkenkrieg gegen das Osmanische Reich.
- 14. Dezember: Serbien schließt sich dem Kampf Russlands gegen das Osmanische Reich an.

#### Amerika
- 2. März: Die wegen der umstrittenen US-Präsidentenwahl 1876 gebildete Wahlkommission zur Überprüfung der Stimmenauszählung entscheidet, dass die Wähler in drei Südstaaten, die das Zünglein an der Waage bilden, für den republikanischen Bewerber votiert haben. Rutherford B. Hayes wird daher drei Tage später als Präsident der Vereinigten Staaten in das Amt eingeführt.
- 5. März: US-Präsident Rutherford B. Hayes wird nach Ablegung des Amtseids zwei Tage zuvor auch öffentlich in sein Amt als 19. US-Präsident eingeführt. Er löst Ulysses S. Grant ab.
- 17. Juni: Nach einem Gefecht am White Bird Creek beginnt die mehrere Monate dauernde Flucht der Nez Percé in Richtung Kanada.
- 5. Oktober: Der Nez-Percé-Krieg endet mit der Kapitulation von Häuptling Joseph.
- 5. Oktober: Die Workingmen’s Party of California wird gegründet.

### Wirtschaft

#### Patente
- 25. Mai: Im deutschen Kaiserreich verabschiedet der Reichstag das Patentgesetz, das eine Rechtsvereinheitlichung der bisher von den Ländern erteilten Patente bringt. Es tritt am 1. Juli in Kraft.
- 2. Juli: Johannes Zeltner meldet sein Verfahren zur Herstellung einer rothen Ultramarinfarbe zum Patent an und erhält darauf das erste deutsche Reichspatent.
- 25. September: In den USA wird Henry C. Clark ein Patent für den von ihm erfundenen verstellbaren Schiffhobel aus Metall erteilt.

#### Unternehmensgründungen

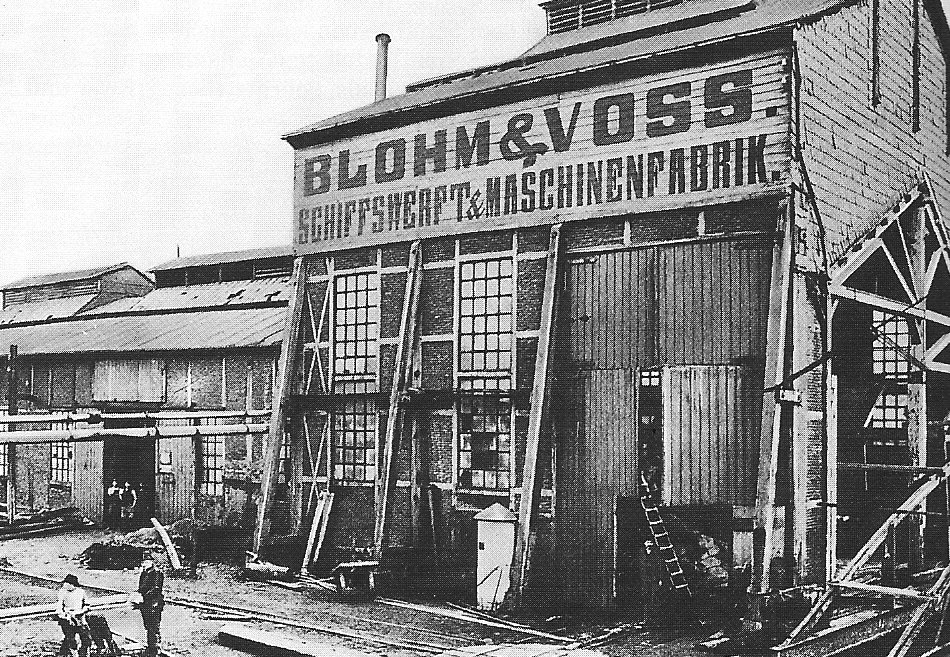
Blohm & Voss 1877

- 5. April: In Hamburg gründen Hermann Blohm und Ernst Voss die Schiffswerft Blohm & Voss.
- 12. Juni: Carl Andreas  Neff gründet in Bretten den Hersteller von Haushaltsgeräten Neff.
- 11. September: Leopold Ullstein gründet in Berlin einen Zeitungs- und Zeitschriftenverlag.
- 6. Dezember: Die US-amerikanische Tageszeitung The Washington Post ist erstmals erhältlich.
- Gründung des Unternehmens Baier & Schneider in Heilbronn
- Gründung des Unternehmens Barilla in Parma

### Wissenschaft und Technik

#### Afrikaforschung
- 8. August: Henry Morton Stanley und eine Schar Begleiter treffen dem Hungertod nahe in Boma an der Kongomündung ein. Damit endet die letzte Etappe der insgesamt drei Jahre währenden zweiten Afrikaexpedition Stanleys. Der Afrikaforscher hat von Nyangwa aus in knapp 9 Monaten den Kongofluss in seinem Verlauf mit anfangs 18 Kanus und der Lady Alice stromab erkundet.

#### Astronomie
- 12. August: Der Marsmond Deimos wird von Asaph Hall entdeckt.
- 17. August: Asaph Hall entdeckt den zweiten Mond des Mars, Phobos.

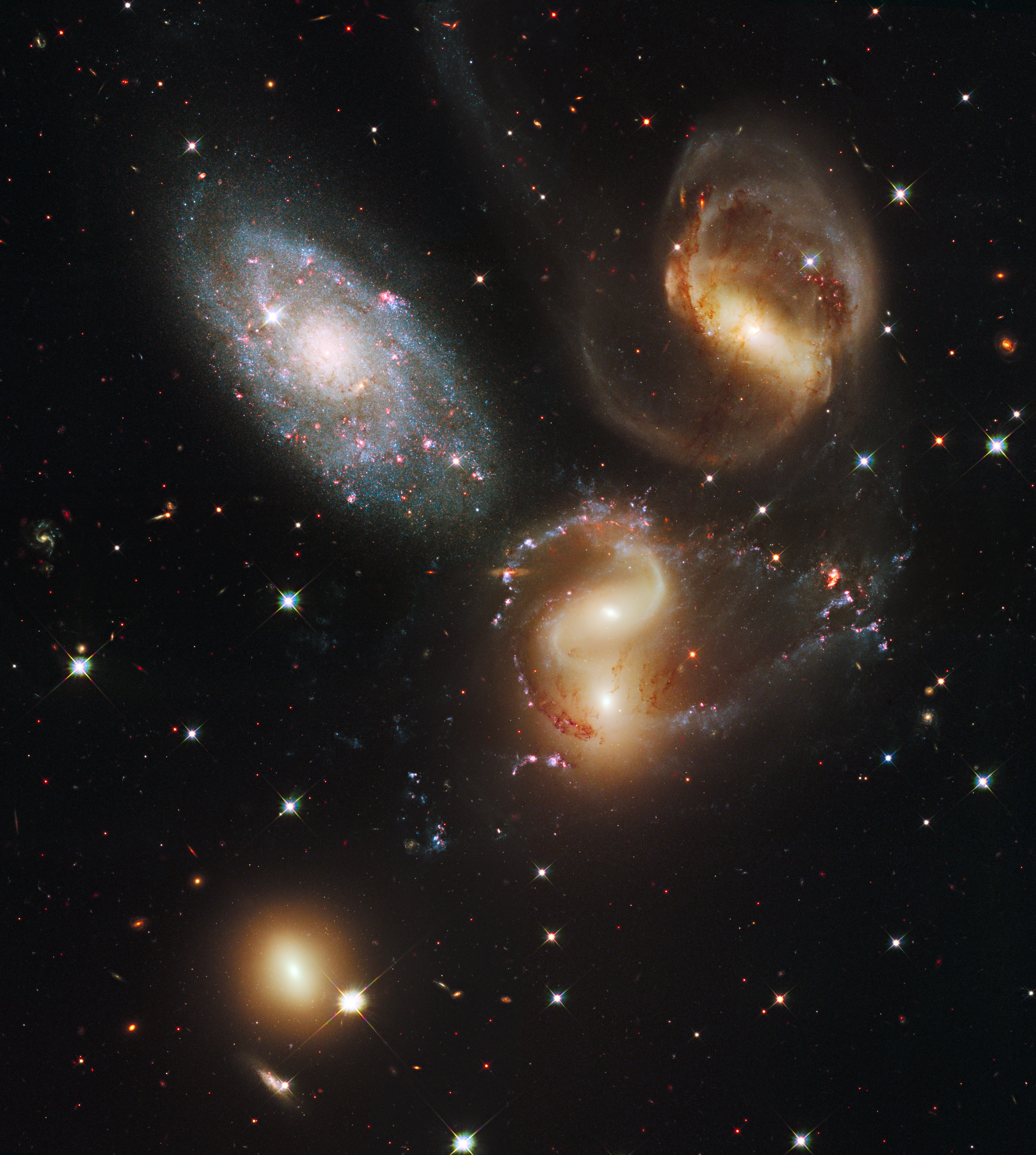
Stephans Quintett (Aufnahme vom Hubble-Weltraumteleskop)

- 22. September: Der französische Astronom Édouard Jean-Marie Stephan entdeckt eine Gruppe von fünf Galaxien im Sternbild Pegasus, das nach ihm benannte Stephans Quintett.
- Giovanni Schiaparelli beobachtet auf dem Mars feine Linien „Canali“. Ungenau ins Englische übersetzt, lösen die Marskanäle den Mythos von Marsmenschen aus (Science-Fiction ab 1898), aber auch den Bau spezieller Sternwarten (Percival Lowell).

#### Paläontologie
- Wissenschaftliche Erstbeschreibung des Dinosauriers Apatosaurus durch Othniel Charles Marsh

#### Physik und Chemie
- 2. Dezember: Dem französischen Physiker Louis Paul Cailletet gelingt in seinem Labor die Verflüssigung von Sauerstoff.
- Lord Kelvin gelingt die Verflüssigung von Luft.
- Ludwig Boltzmann veröffentlicht seine Arbeit über die Energieverteilung einer Gesamtheit aus N Teilsystemen (Boltzmann-Statistik).

#### Technische Errungenschaften
- 4. März: Emil Berliner erfindet ein besseres Mikrofon für das Telefon der Bell Company.

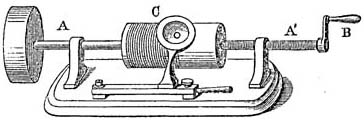
Edisons Phonograph

- 18. Juli: Der amerikanische Erfinder Thomas Alva Edison erzeugt zum ersten Mal eine Tonaufzeichnung auf einer mit Stanniol bespannten Stahlwalze, die er zum Phonographen weiterentwickelt.
- August: nach rund dreimonatiger Bauzeit wird die Billerica and Bedford Railroad im Middlesex County von Massachusetts in Betrieb genommen. Sie gilt als die erste öffentlich betriebene Schmalspurbahn mit einer Spurweite von 610 mm (2 Fuß) in den USA.
- 21. November: Thomas Alva Edison kündigt den Phonographen an, ein Gerät zur Tonaufnahme und -wiedergabe. Eine Vorführung des Gerätes erfolgt am 29. November.

### Kultur

#### Architektur und Bildende Kunst
- 14. März: Die nach Plänen von Theophil von Hansen durch den Architekten Carl Tietz im Stil der Neorenaissance errichtete k.k. Börse an der Wiener Ringstraße wird durch Kaiser Franz Joseph I. feierlich eröffnet.

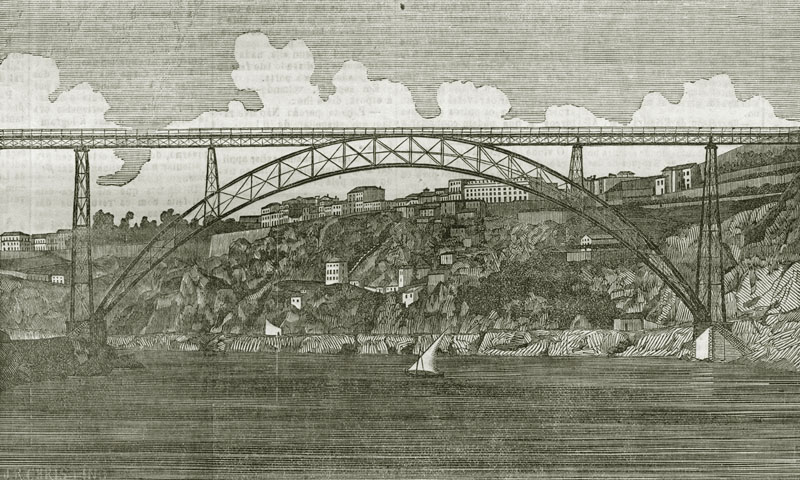
Die Maria-Pia-Brücke zur Zeit ihrer Eröffnung 1877

- 4. November: Die von Gustave Eiffel und Théophile Seyrig konstruierte Ponte Maria Pia über den Douro zwischen Porto und Vila Nova de Gaia wird vier Tage nach ihrer Fertigstellung feierlich vom portugiesischen Königspaar Luís I. und seiner Gattin Maria Pia eingeweiht.
- 28. Dezember: Die für die Gemäldegalerie „Alte Meister“ im Auftrag von Regierungspräsident Eduard von Moeller durch Heinrich von Dehn-Rotfelser errichtete Neue Galerie in Kassel wird eröffnet.

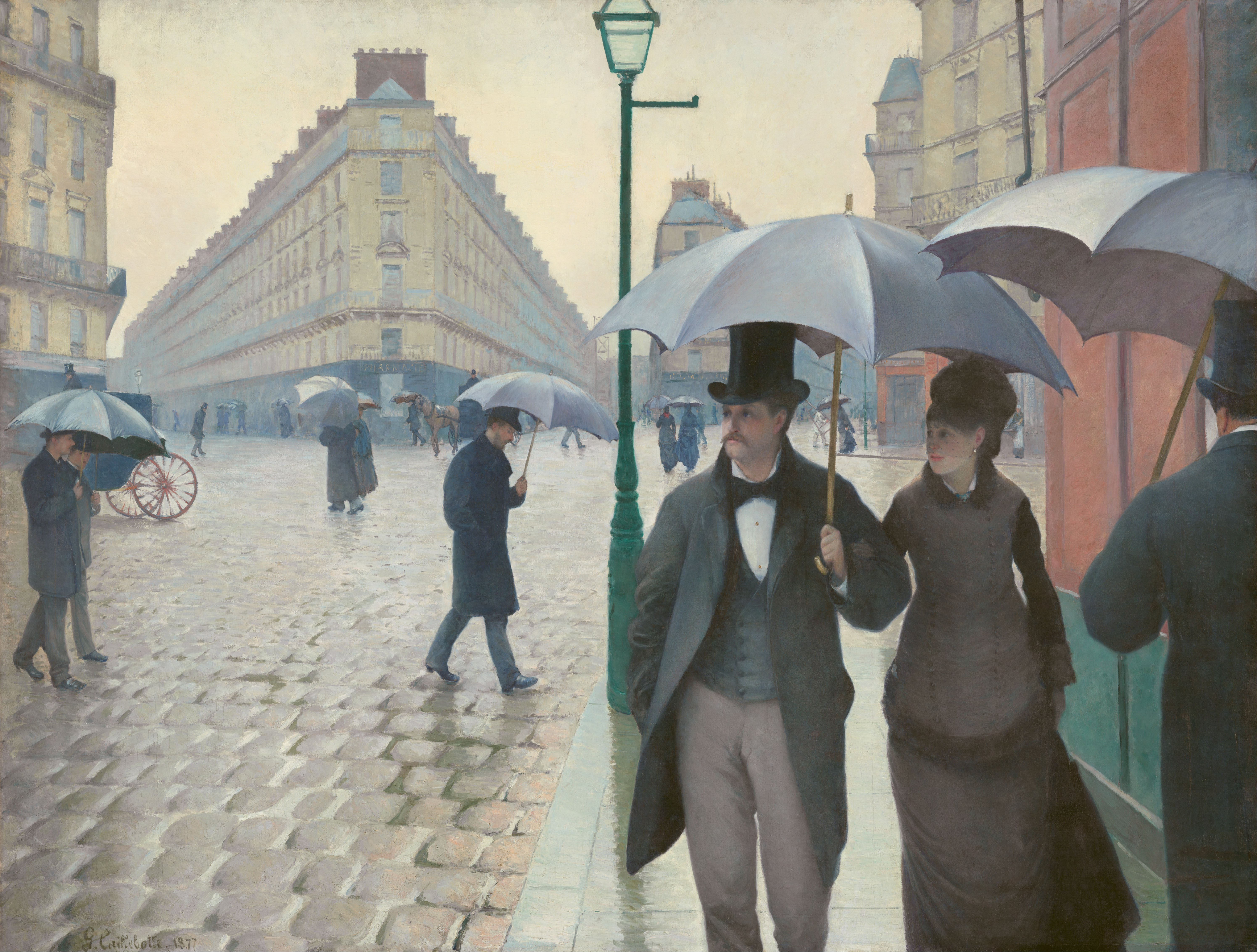
Rue de Paris, temps de pluie

- Gustave Caillebotte zeigt das Gemälde Rue de Paris, temps de pluie erstmals auf der dritten Impressionismus-Ausstellung in Paris.

#### Musik und Theater
- 3. Jänner: Die Uraufführung der ursprünglich für Paris konzipierten Operette Prinz Methusalem von Johann Strauss (Sohn) erfolgt am Carltheater in Wien. Der Komponist ist dabei auch Dirigent.

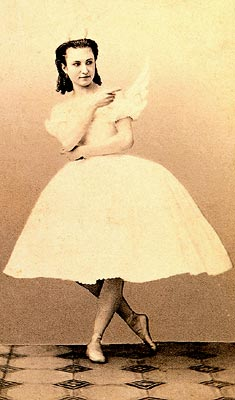
Anna Sobechshanskaya als Odette bei der Uraufführung von Schwanensee

- 4. März: Das Ballett Schwanensee von Pjotr Iljitsch Tschaikowski erlebt am Moskauer Bolschoi-Theater seine Uraufführung. Da das Bolschoi-Ballett zu diesem Zeitpunkt noch nicht das Niveau hat, das Stück zu tanzen, werden die schwierigen Teile durch einfachere Musikstücke ersetzt und das Ballett fällt beim Publikum durch.
- 10. März: Richard Wagner führt in einem Hofkonzert in Meiningen das Siegfried-Idyll auf.
- 10. März: Die Uraufführung der Operette Nanon, die Wirthin vom Goldenen Lamm von Richard Genée erfolgt am Theater an der Wien in Wien. Das Libretto zu dem Stück aus der „goldenen Operettenära“ stammt vom Komponisten gemeinsam mit Camillo Walzel.
- 21. März: Uraufführung der Oper Die Folkunger von Edmund Kretschmer in Dresden
- 27. April: Uraufführung der Oper Le roi de Lahore von Jules Massenet an der Grand Opéra Paris
- 23. September: Uraufführung der Oper Francesca von Rimini von Hermann Goetz in Mannheim
- 2. Dezember: In Weimar findet die Uraufführung der Oper Samson et Dalila (Samson und Dalila) von Camille Saint-Saëns statt. Das Werk wird in Deutschland ein großer Erfolg, während es mehr als ein Jahrzehnt dauert, bis es erstmals in Frankreich aufgeführt wird.
- 8. Dezember: Uraufführung der Oper Heinrich der Löwe von Edmund Kretschmer in Leipzig
- 11. Dezember: In der Wiener Hofoper findet erstmals eine Opernsoirée statt, woraus sich der Wiener Opernball entwickeln wird.
- Die hawaiische Thronfolgerin Liliʻuokalani komponiert ihr berühmtestes Lied Aloha ʻOe.

#### Sonstiges
- 8. Mai: Bei deutschen Ausgrabungen in Olympia wird der Hermes von Olympia gefunden. Es wird überwiegend angenommen, dass es sich dabei um eine Skulptur des antiken Bildhauers Praxiteles, entstanden um 340 v. Chr., handelt.
- 26. Dezember: In Sankt Petersburg wird das Gebäude des Circus Ciniselli eröffnet, der erste russische Steinbau für einen Zirkus.

### Gesellschaft
- 21. September: In Genf gründet Louis-Lucien Rochat mit 27 weiteren Personen das Blaue Kreuz.
- 6. November: Georg Jennerwein, ein bayerischer Wildschütz, wird erschossen.

### Religion

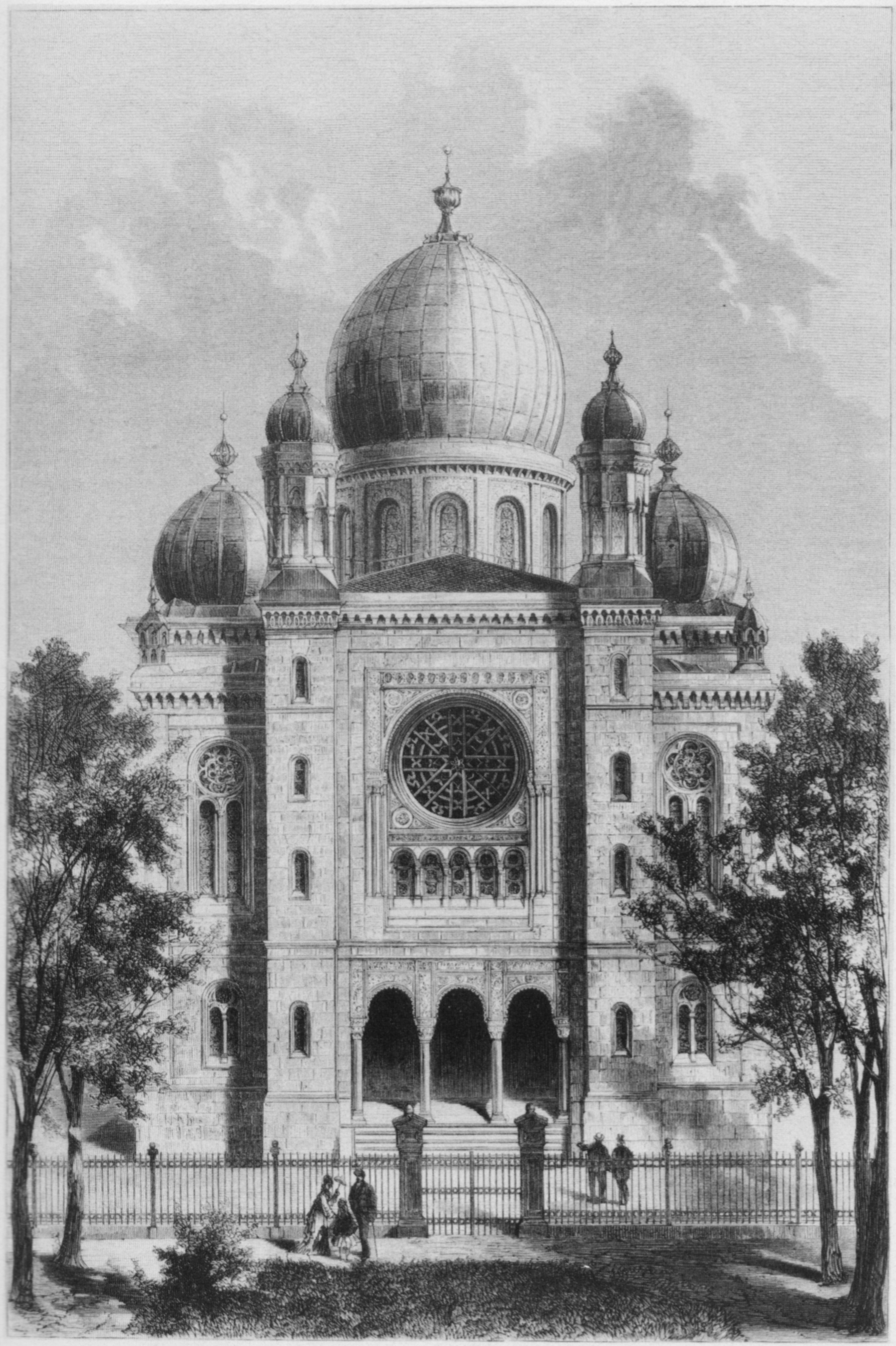
Vorderfront der Synagoge, Holzstich von 1877

- 8. Juni: Die von Adolf Wolff errichtete Heilbronner Synagoge an der Allee von Heilbronn wird nach rund vierjähriger Bauzeit eingeweiht.
- 3. September: Letzte der Marienerscheinungen in Marpingen 1876/1877

### Katastrophen
- 9. Mai: Beim Erdbeben von Iquique und dem darauf folgenden Tsunami kommen 2541 Menschen ums Leben. Die meisten Opfer gibt es in Chile in der Region von Iquique und im benachbarten Peru. Doch die Auswirkungen sind bis nach Hawaii und Japan zu spüren.
- 10. Mai: Ein Erdbeben unbekannter Stärke auf Hawaii fordert 5 Todesopfer. Ein Tsunami trifft Südamerika.
- 11. September: Der britische Dreimast-Segler Avalanche sinkt vor der Isle of Portland nach der Kollision mit der Forest, 106 Menschen sterben.
- 22. Oktober: Im schottischen Blantyre verlieren bei einem Grubenunglück im Steinkohlenbergwerk 215 Menschen ihr Leben.
- Hungersnot (1876–1878) in Britisch-Indien. Auch während der einwöchigen Krönungsfeierlichkeiten (Königin Victoria wird zur Empress of India (Kaiserin von Indien) gekrönt) verhungern Menschen.
- Bei einem Ausbruch des Vulkans Cotopaxi im heutigen Ecuador entsteht eine Schlammlawine, die die Stadt Latacunga komplett zerstört.

### Sport
- 15. März: Australien und England spielen auf dem Melbourne Cricket Ground das erste offizielle Test-Cricket-Match zweier Cricket-Nationalmannschaften.
- 28. April: Im Londoner Stadtteil Fulham wird das Stadion Stamford Bridge offiziell eröffnet.
- 9. Juli: Die ersten Wimbledon Championships im Tennis finden auf dem Gelände des All England Lawn Tennis and Croquet Club an der Worple Road in Wimbledon statt.
- 18. Juli: Der Deutsche Schachbund wird gegründet.

## Geboren

### Januar
- 01. Januar: Guy Daniel-Lamazière, französischer Autorennfahrer († 1960)
- 04. Januar: Marsden Hartley, US-amerikanischer Maler († 1943)
- 04. Januar: Otto Herschmann, österreichischer Schwimmer, Fechter, Olympiateilnehmer und Sportfunktionär († 1942)
- 05. Januar: Fritz Koch-Gotha, deutscher Illustrator und Schriftsteller († 1956)
- 07. Januar: Margarete von Wrangell, deutsch-baltische Agrikulturchemikerin, erste ordentliche Professorin an einer deutschen Hochschule († 1932)
- 08. Januar: Jacques Fehrnbach, französischer Turner († 1932)
- 11. Januar: Oskar Emil Andersson, schwedischer Comiczeichner († 1906)
- 11. Januar: Heinrich Glücklich, deutscher Kaufmann († 1971)
- 14. Januar: Richard Kirman, US-amerikanischer Politiker († 1959)
- 16. Januar: Thomas Hakon Grönwall, schwedischer Mathematiker († 1932)
- 16. Januar: Andrew W. Hockenhull, US-amerikanischer Politiker († 1974)
- 17. Januar: Fred Francis Bosworth, US-amerikanischer Evangelist, Pfingstprediger und Autor († 1958)
- 18. Januar: Karl Hans Strobl, deutscher Schriftsteller († 1946)
- 20. Januar: Aymé Kunc, französischer Komponist, Dirigent und Musikpädagoge († 1958)

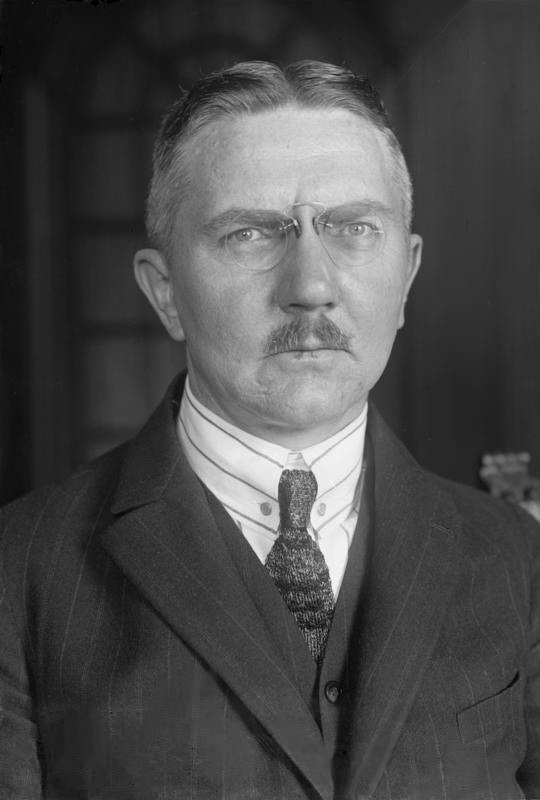
Hjalmar Schacht, 1931

- 22. Januar: Hjalmar Schacht, deutscher Politiker, Bankier, Minister und Reichsbankpräsident († 1970)
- 27. Januar: Alfred Heuß, deutscher Musikwissenschaftler und Musikkritiker († 1934)
- 27. Januar: Eugène Renaud, französischer Autorennfahrer († 1955)
- 28. Januar: Wilhelm IV. Anthes, deutscher Politiker († 1934)
- 29. Januar: Georges Catroux, französischer General und Diplomat († 1969)
- 29. Januar: Alban Haas, deutscher Theologe und Historiker († 1968)
- 29. Januar: Hugo Obermaier, deutscher Archäologe († 1946)
- 30. Januar: Sigfús Einarsson, isländischer Komponist († 1939)

### Februar
- 01. Februar: Thomas Dunhill, englischer Komponist († 1946)
- 01. Februar: Kurt Rosenfeld, deutscher Politiker und Anwalt († 1943)

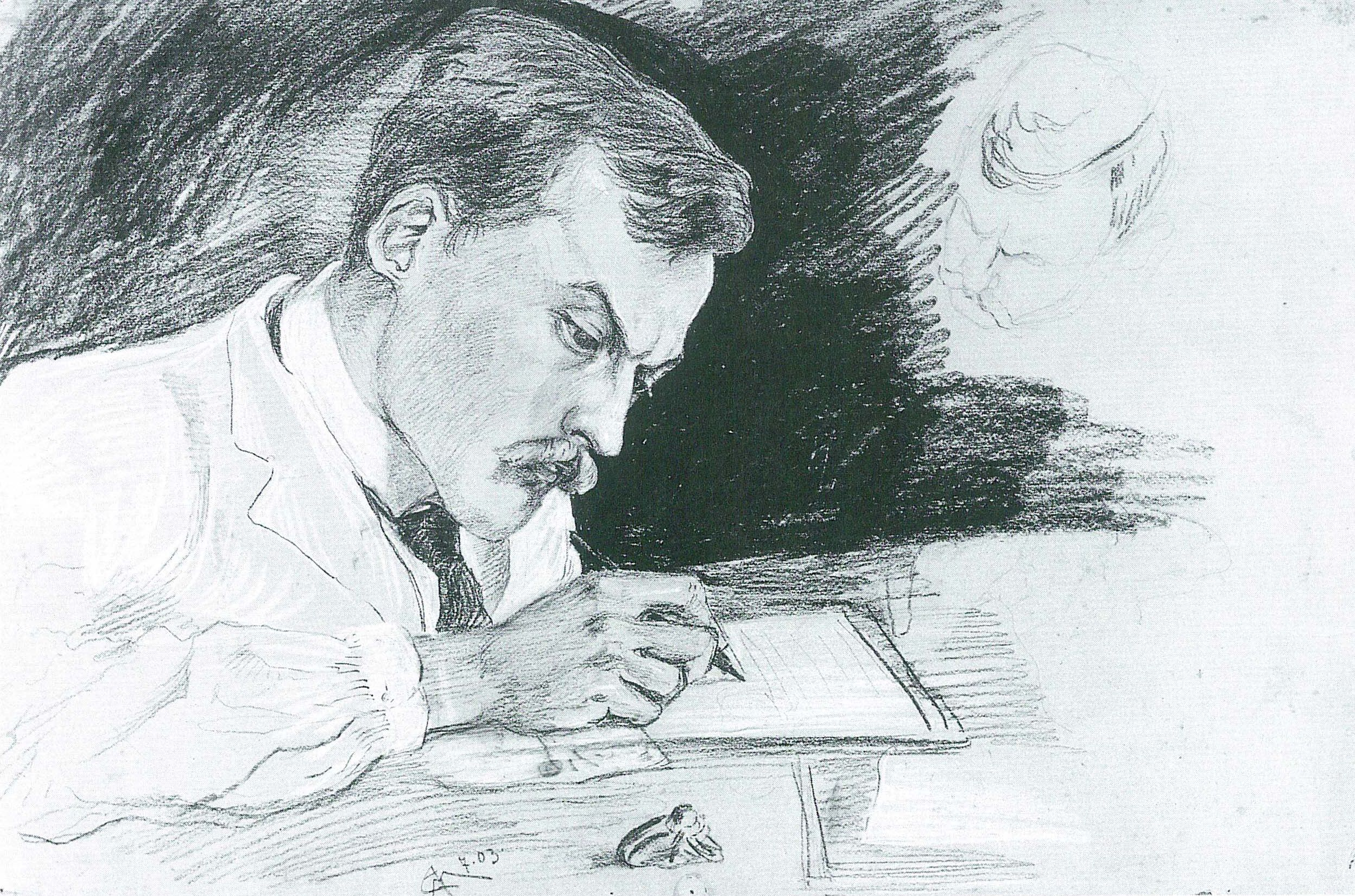
Zeichnung von August Macke: Dr. Ludwig Deubner, schreibend (Bonn 1903)

- 03. Februar: Ludwig Deubner, deutscher Altphilologe und Religionswissenschaftler († 1946)
- 04. Februar: Charles-Edward Amory Winslow, ein amerikanischer Mikrobiologe († 1957)
- 07. Februar: Julius Curtius, Reichswirtschaftsminister und Reichsaußenminister († 1948)
- 07. Februar: Godfrey Harold Hardy, britischer Mathematiker († 1947)
- 08. Februar: Albert Vögler, deutscher Politiker († 1945)
- 09. Februar: Hermann Föttinger, deutscher Elektroingenieur und Erfinder († 1945)
- 11. Februar: Moses Louis Annenberg, US-amerikanischer Publizist († 1942)
- 12. Februar: Luiza Andaluz, portugiesische Ordensschwester († 1973)
- 12. Februar: Stefan Mautner, österreichischer Unternehmer († 1944)
- 12. Februar: Maud Wagner, US-amerikanische Zirkusartistin und Tätowiererin († 1961)
- 13. Februar: Jāzeps Mediņš, lettischer Komponist († 1947)
- 14. Februar: Edmund Landau, deutscher Mathematiker († 1938)
- 14. Februar: Cecil Meares, britischer Abenteurer, Musher und Antarktisfahrer († 1937)

Louis Renault, 1907

- 15. Februar: Louis Renault, französischer Ingenieur, Mitgründer der Automarke Renault († 1944)
- 16. Februar: Wilhelm Vogelsang, deutscher Unternehmer († 1939)

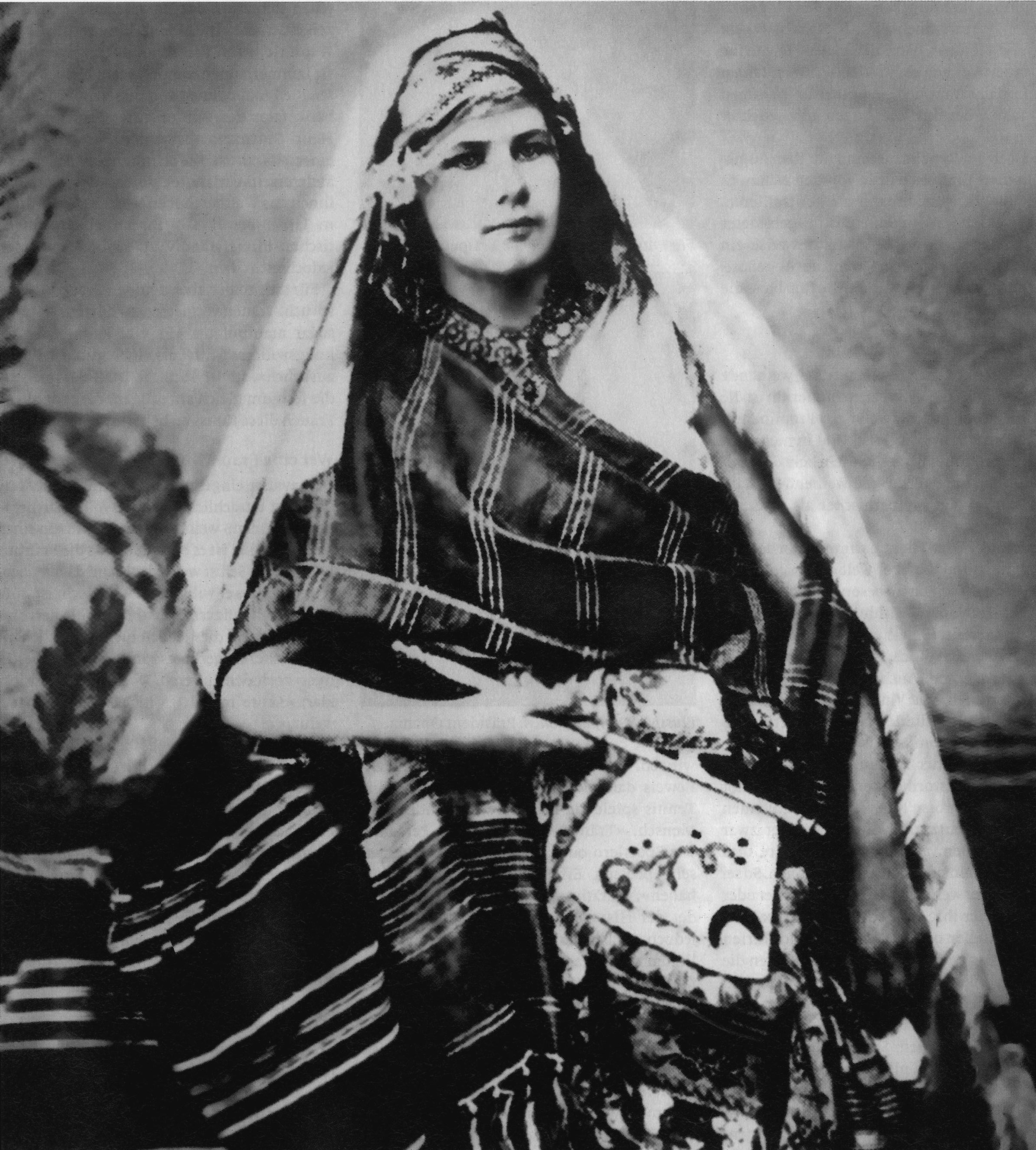
Isabelle Eberhardt um 1900

- 17. Februar: Isabelle Eberhardt, schweizerisch-französische Weltenbummlerin und Reiseschriftstellerin († 1904)
- 17. Februar: André Maginot, französischer Politiker († 1932)
- 17. Februar: Henry Sénès, französischer Politiker († 1961)
- 18. Februar: Hans Helmhart Auer von Herrenkirchen, deutscher Volkswirt und Hochschullehrer († 1960)
- 18. Februar: Petar Krstić, serbischer Komponist († 1957)
- 19. Februar: Friedrich Attenhuber, deutscher Maler († 1947)
- 19. Februar: Louis Aubert, französischer Komponist († 1968)
- 19. Februar: Ludwig Hartau, deutscher Schauspieler († 1922)
- 19. Februar: Gabriele Münter, deutsche Malerin des Expressionismus († 1962)
- 20. Februar: Horst Benno Adolf von Minckwitz, sächsischer Offizier und Militärflieger im Ersten Weltkrieg († 1956)
- 21. Februar: Josef Karlmann Brechenmacher, deutscher Etymologe († 1960)
- 24. Februar: Rudolph Ganz, Schweizer Komponist, Pianist und Dirigent († 1972)
- 25. Februar: Erich von Hornbostel, österreichischer Musikethnologe († 1935)
- 26. Februar: Rudolph Dirks, deutsch-US-amerikanischer Comicpionier († 1968)
- 27. Februar: Adela Verne, englische Komponistin, Pianistin und Musikpädagogin († 1952)
- 28. Februar: Gonzalo Argüelles Bringas, mexikanischer Maler († 1942)
- 28. Februar: Sergej Eduardowitsch Bortkiewicz, russischer Komponist († 1952)
- 28. Februar: Emil Teubner, deutscher Holzschnitzer und Bildhauer († 1958)

### März
- 02. März: Luigi Maglione, italienischer römisch-katholischer Kardinal († 1944)
- 04. März: Anton Bulgari, österreichischer Schildermaler und Revolutionär († 1934)
- 04. März: Alexander Goedicke, russischer Musiker und Komponist († 1957)
- 07. März: Charles O. Andrews, US-amerikanischer Politiker († 1946)
- 08. März: Albert Dankert, deutscher Arbeitersportler († 1933)
- 08. März: Carl Mannich, deutscher Chemiker († 1947)
- 09. März: Emil Abderhalden, Schweizer Physiologe († 1950)
- 09. März: Stuart Stickney, US-amerikanischer Golfer († 1932)
- 10. März: Pascual Ortiz Rubio, Politiker und Präsident von Mexiko († 1963)
- 11. März: Carl Wollert, schwedischer Sportschütze († 1953)
- 12. März: Wilhelm Frick, deutscher Politiker und Funktionär († 1946)
- 13. März: August Huggler, Schweizer Gewerkschaftsfunktionär und Politiker († 1944)
- 14. März: Heinrich Mataja, österreichischer Rechtsanwalt und Politiker († 1937)
- 14. März: Hans Simmer, deutscher Pädagoge († ?)
- 15. März: Malcolm Whitman, US-amerikanischer Tennisspieler († 1932)
- 16. März: Léo-Ernest Ouimet, kanadischer Kinodirektor, Filmverleiher und -produzent († 1972)

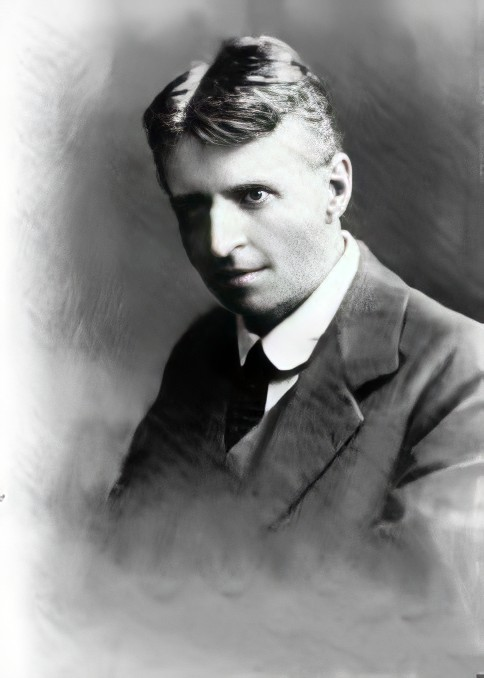
Otto Gross

- 17. März: Otto Gross, österreichischer Arzt und Revolutionär († 1920)
- 17. März: Daniel Webster Turner, US-amerikanischer Politiker († 1969)
- 18. März: Ivo Schricker, deutscher Fußballspieler und Fußballfunktionär († 1962)
- 19. März: Joseph-Arthur Bernier, kanadischer Komponist, Organist, Pianist und Musikpädagoge († 1944)
- 19. März: Franz Fischer, deutscher Chemiker († 1947)
- 20. März: Tiberiu Brediceanu, rumänischer Komponist († 1968)
- 21. März: Maurice Farman, französischer Bahnradsportler, Automobilrennfahrer, Luftfahrtpionier und Unternehmer († 1964)
- 22. März: Clara Harnack, deutsche Malerin († 1962)
- 22. März: Waldemar Mitscherlich, deutscher Staatswissenschaftler († 1961)
- 24. März: Georg Axhausen, deutscher Zahnmediziner († 1960)
- 24. März: Alexei Nowikow-Priboi, russischer Schriftsteller († 1944)
- 24. März: Jules Rolland, französischer Turner († 1929)
- 26. März: Wilhelm Berning, deutscher katholischer Bischof († 1955)
- 28. März: Ted Ray, britischer Golfspieler und zweifacher Major-Sieger († 1943)
- 29. März: Reginald Goss-Custard, englischer Organist und Komponist († 1956)
- 29. März: Alois Kayser, deutscher Missionar in Nauru († 1944)
- 30. März: Régulo Rico, venezolanischer Komponist und Musikpädagoge († 1960)
- 30. März: Wolfgang zu Ysenburg und Büdingen, 4. Fürst zu Ysenburg-Büdingen († 1920)

### April
- 01. April: Maurice Hankey, britischer Staatsbediensteter, Sekretär des Nationalen Verteidigungsrates († 1963)
- 02. April: Otto Bruchwitz, deutscher Pädagoge und Heimatforscher († 1956)
- 05. April: Georg Faber, deutscher Mathematiker († 1966)
- 05. April: Carl Albert Loosli, Schweizer Schriftsteller und Journalist († 1959)
- 05. April: Walter Sutton, US-amerikanischer Genetiker († 1916)
- 06. April: Karl Tellenbach, Schweizer Original († 1931)
- 08. April: Karl Walser, Schweizer Maler, Bühnenbildner und Illustrator († 1943)
- 09. April: Walter Karbe, deutscher Heimatforscher († 1956)
- 10. April: Alfred Kubin, österreichischer Grafiker und Buchillustrator († 1959)
- 10. April: Massimo Massimi, italienischer Kardinal († 1954)

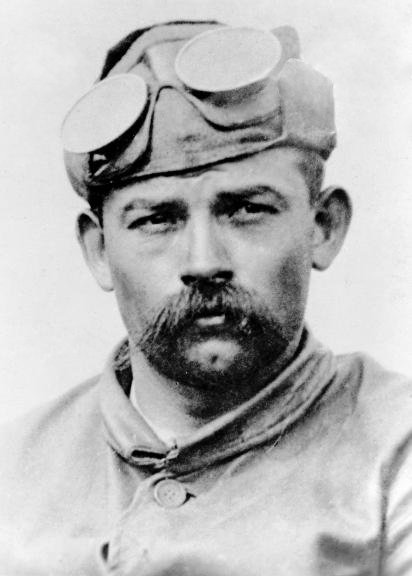
Christian Friedrich Lautenschlager, 1908

- 13. April: Christian Friedrich Lautenschlager, deutscher Mechaniker und Automobilrennfahrer († 1954)
- 15. April: Georg Kolbe, deutscher Bildhauer († 1947)
- 15. April: Arthur Werner, deutscher Politiker († 1967)
- 17. April: Jean Goulet, kanadischer Geiger, Klarinettist, Dirigent und Musikpädagoge († 1965)
- 18. April: Martin E. Trapp, US-amerikanischer Politiker († 1951)
- 23. April: Helena Zboińska-Ruszkowska, polnische Sängerin und Gesangspädagogin († 1948)
- 26. April: Karl Anlauf, deutscher Journalist († 1951)
- 26. April: Alliott Verdon Roe, britischer Luftfahrtpionier († 1958)
- 27. April: Lisa Baumfeld, österreichisch-jüdische Schriftstellerin († 1897)
- 28. April: Karl Indermühle, Schweizer Architekt († 1933)
- 30. April: Alice B. Toklas, US-amerikanische Kochbuchautorin († 1967)
- 30. April: Fritz von Herzmanovsky-Orlando, österreichischer Schriftsteller und Zeichner († 1954)
- 30. April: Julius Oetiker, Schweizer Jurist und Staatsbeamter († 1956)

### Mai
- 01. Mai: Otto Palandt, deutscher Jurist und Herausgeber († 1951)

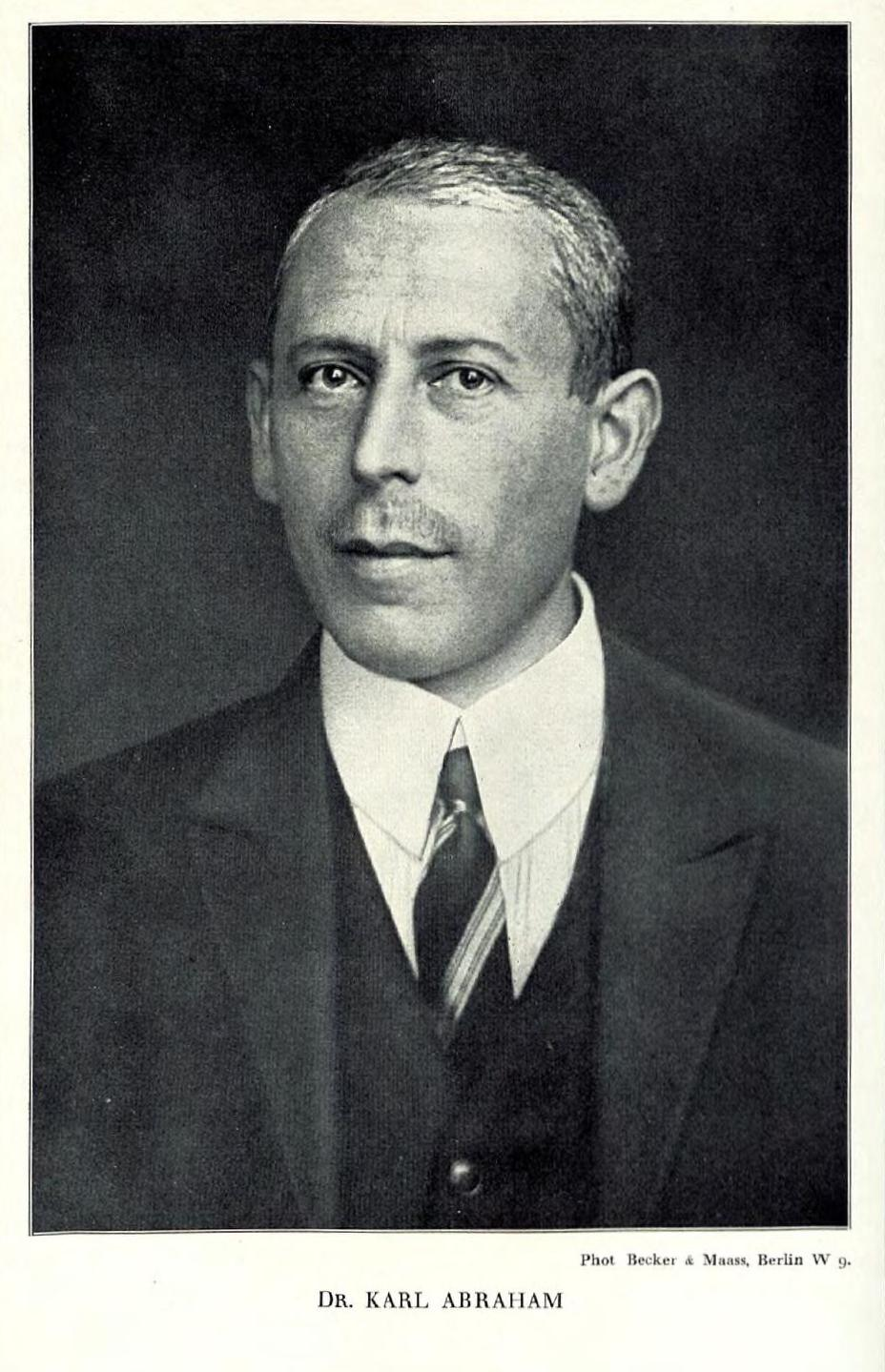
Karl Abraham, um 1920

- 03. Mai: Karl Abraham, deutscher Psychoanalytiker († 1925)
- 03. Mai: Heinrich Pössenbacher, deutscher Möbelfabrikant († 1959)
- 05. Mai: Georgi Sedow, russischer Marineleutnant und Polarforscher († 1914)
- 05. Mai: Patrick Slavin, schottischer Fußballspieler († 1916)
- 08. Mai: Maurice Boutmy, französischer Autorennfahrer († 1934)
- 08. Mai: Adolf Meschendörfer, österreichisch-deutscher Schriftsteller († 1963)
- 09. Mai: Ferdinand Abt, deutscher Bildhauer († 1962)
- 09. Mai: Charles Rothschild, britischer Bankier, Entomologe und Naturschützer († 1923)
- 10. Mai: Columbus Max, deutscher Kunstmaler († 1970)
- 10. Mai: Roderich Mojsisovics von Mojsvár, österreichischer Dirigent und Komponist († 1953)
- 12. Mai: Johannes Stelling, deutscher Politiker und MdR († 1933)
- 16. Mai: Joseph Medill McCormick, US-amerikanischer Politiker († 1925)
- 16. Mai: Karl Purrmann, deutscher Maler († 1966)
- 18. Mai: John Victor Bergquist, US-amerikanischer Komponist und Organist († 1935)
- 19. Mai: Susukida Kyūkin, japanischer Lyriker und Essayist († 1945)
- 23. Mai: Oktavia Aigner-Rollett, österreichische Medizinerin († 1959)
- 23. Mai: Louise Bodin, französische Feministin († 1929)
- 25. Mai: Billy Murray, US-amerikanischer Sänger († 1954)
- 26. Mai: Eduard Grüneisen, deutscher Physiker († 1949)
- 26. Mai: Mirzl Hofer, österreichische Sängerin und Jodlerin († 1955)
- 26. Mai: Jean Schlumberger, französischer Germanist und Schriftsteller († 1968)

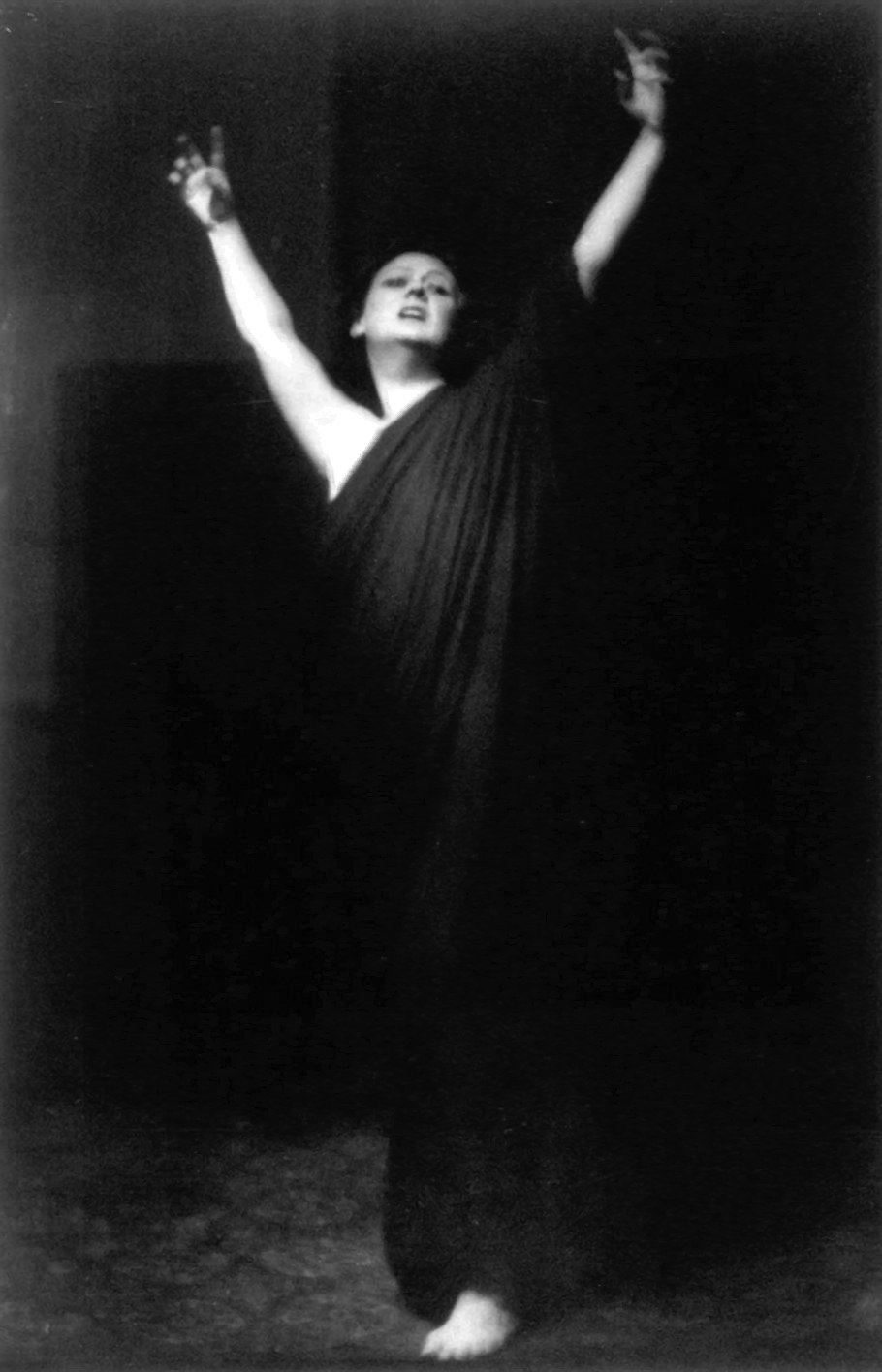
Isadora Duncan

- 27. Mai: Isadora Duncan, US-amerikanische Tänzerin († 1927)
- 27. Mai: Jussuf Ibrahim, deutscher Kinderarzt († 1953)
- 28. Mai: Warwick Deeping, britischer Schriftsteller († 1950)
- 28. Mai: Stefan Jäger, deutscher Maler des donauschwäbischen Lebens († 1962)
- 28. Mai: Maximilian Woloschin, russischer Dichter und Landschaftsmaler († 1932)
- 29. Mai: Otto Gebühr, deutscher Schauspieler († 1954)

### Juni
- 01. Juni: Lotte B. Prechner, deutsche Malerin († 1967)
- 02. Juni: Gustave Samazeuilh, französischer Komponist und Musikkritiker († 1967)
- 02. Juni: Wilhelm Krieger, deutscher Bildhauer († 1945)
- 02. Juni: Friedrich Wiegershaus, deutschvölkischer Politiker († 1934)
- 03. Juni: Raoul Dufy, französischer Maler († 1953)
- 04. Juni: Hans Adolf Bühler, deutscher Maler († 1951)

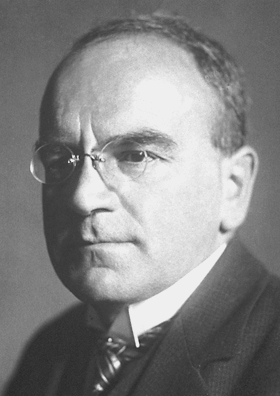
Heinrich Otto Wieland

- 04. Juni: Heinrich Otto Wieland, deutscher Chemiker († 1957)
- 06. Juni: Karl Mras, österreichischer Altphilologe († 1962)
- 06. Juni: Hans Sachs, deutscher Serologe († 1945)
- 07. Juni: Charles Glover Barkla, britischer Physiker und Nobelpreisträger († 1944)
- 07. Juni: Eugen Ottowitsch Gunst, russischer Komponist († 1950)
- 07. Juni: Roelof Klein, niederländischer Ruderer († 1960)
- 08. Juni: Kubota Utsubo, japanischer Schriftsteller († 1967)
- 09. Juni: Carl Watzinger, deutscher Archäologe († 1948)
- 09. Juni: Anne Marie Basse, dänische Malerin († 1960)
- 09. Juni: Rudolf Borchardt, deutscher Schriftsteller, Lyriker und Übersetzer († 1945)
- 09. Juni: Titta Ruffo, italienischer Opernsänger (Bariton) († 1953)
- 12. Juni: Fritz Höger, deutscher Architekt († 1949)
- 12. Juni: Vanni Marcoux, französischer Sänger († 1962)
- 14. Juni: Jane Bathori, französische Sängerin († 1970)
- 14. Juni: Giovanni Prini, italienischer Bildhauer und Maler († 1958)
- 16. Juni: Karl Absolon, tschechischer Archäologe und Speläologe († 1960)
- 16. Juni: Enrico Canfari, italienischer Fußballspieler und -funktionär († 1915)
- 16. Juni: Felix Ehrlich, deutscher Biochemiker († 1942)
- 17. Juni: Charles Coburn, US-amerikanischer Schauspieler († 1961)
- 18. Juni: James Montgomery Flagg, US-amerikanischer Zeichner und Illustrator († 1960)
- 20. Juni: Julius Kaliski, deutscher Sozialdemokrat, Schriftsteller und Politiker († 1956)
- 21. Juni: Anton Horner, österreichischer Hornist († 1971)
- 23. Juni: Anton Apold, österreichischer Hütteningenieur († 1950)
- 24. Juni: Richard C. Dillon, US-amerikanischer Politiker († 1966)

### Juli
- 01. Juli: Giulio Antamoro, italienischer Filmregisseur († 1945)
- 02. Juli: William Comstock, US-amerikanischer Politiker († 1949)

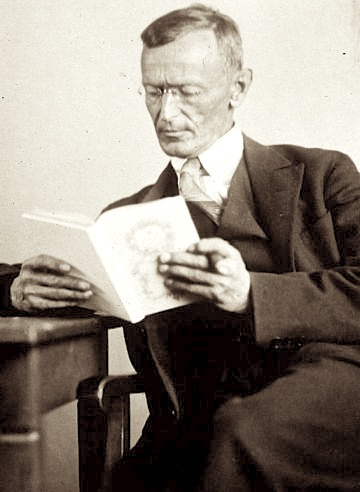
Hermann Hesse

- 02. Juli: Hermann Hesse, deutsch-schweizerischer Schriftsteller († 1962)
- 04. Juli: Bogislav von Selchow, deutscher Schriftsteller und Marineoffizier († 1943)
- 04. Juli: Clifford Walker, US-amerikanischer Politiker († 1954)
- 06. Juli: David Stanley Smith, US-amerikanischer Komponist († 1949)

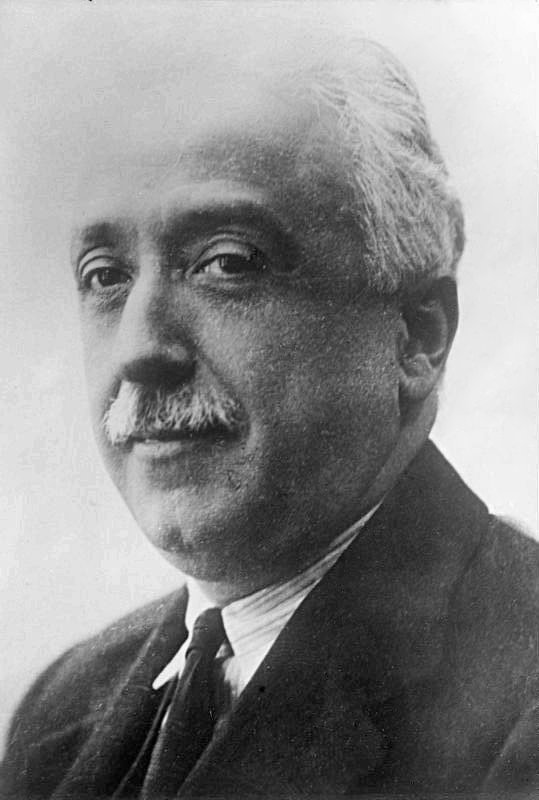
Niceto Alcalá Zamora, 1931

- 06. Juli: Niceto Alcalá Zamora, spanischer liberaler Politiker und erster Staatspräsident der Zweiten Republik († 1949)
- 09. Juli: Robert N. Stanfield, US-amerikanischer Politiker († 1945)
- 10. Juli: Hélène Dutrieu, belgische Pilotin († 1961)
- 12. Juli: Arthur M. Hyde, US-amerikanischer Politiker († 1947)
- 13. Juli: Karl Erb, deutscher Opernsänger († 1958)
- 13. Juli: Giuseppe Pizzardo, italienischer römisch-katholischer Kardinal († 1970)
- 13. Juli: Erik Scavenius, dänischer Politiker und Staatsmann, Ministerpräsident († 1962)
- 14. Juli: Karl Illner, österreichischer Flugpionier († 1935)
- 16. Juli: Wassil Kolarow, bulgarischer Politiker († 1950)
- 19. Juli: Cécile Brunschvicg, französische Politikerin und Feministin († 1946)
- 20. Juli: Thomas Crean, irischer Polarforscher († 1938)
- 22. Juli: Olof Aschberg, schwedischer Bankier († 1960)
- 25. Juli: Max Otten, deutscher Arzt, Pionier der Arbeitsmedizin († 1962)

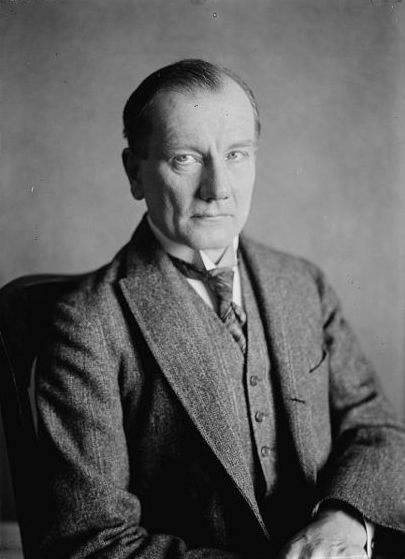
Ernst von Dohnányi

- 27. Juli: Ernst von Dohnányi, ungarischer Pianist und Komponist († 1960)
- 28. Juli: Albert David Jordan, kanadischer Organist, Dirigent und Musikpädagoge († 1932)
- 29. Juli: Charles William Beebe, US-amerikanischer Tiefseeforscher († 1962)
- 31. Juli: Georges Johin, französischer Krocketspieler († 1955)

### August
- 01. August: Fritz Spira, österreichischer Schauspieler († 1943)
- 01. August: Carl Wiegand, deutscher Kunstturner († 1917)
- 05. August: Hermann Maas, deutscher Theologe und Widerstandskämpfer († 1970)
- 06. August: Hanns Mießner, deutscher Komponist, Organist, Dirigent und Chorleiter († 1957)
- 06. August: Wallace H. White, US-amerikanischer Politiker († 1952)
- 07. August: Ulrich Salchow, schwedischer Eiskunstläufer († 1949)
- 08. August: Alexander Chanschonkow, russischer Pionier der Filmindustrie († 1945)
- 10. August: Sem Benelli, italienischer Dramatiker († 1949)
- 10. August: Rudolf Hilferding, deutsch-österreichischer Politiker und Ökonom († 1941)
- 10. August: Frank Marshall, US-amerikanischer Schachspieler († 1944)
- 11. August: Hugo Hardy, deutscher Tennisspieler und Jurist († 1936)
- 12. August: Anders Brems, dänischer Sänger, Klarinettist und Musikpädagoge († 1974)
- 13. August: Francisc Șirato, rumänischer Maler († 1953)
- 14. August: Friedrich von Bodelschwingh der Jüngere, deutscher Theologe († 1946)
- 15. August: Alberto Ascoli, italienischer Serologe, Hygieniker und physiologischer Chemiker († 1957)
- 16. August: Augusto Giacometti, Schweizer Maler († 1947)
- 16. August: Francis P. Murphy, US-amerikanischer Politiker († 1958)
- 17. August: Ralph McKittrick, US-amerikanischer Golf- und Tennisspieler († 1923)
- 18. August: Jimmy Michael, walisischer Radrennfahrer († 1904)
- 19. August: Tom Connally, US-amerikanischer Politiker († 1963)
- 20. August: Franz Langoth, österreichischer Politiker († 1953)
- 22. August: George L. P. Radcliffe, US-amerikanischer Politiker († 1974)
- 24. August: Oleksandr Hruschewskyj, ukrainischer Historiker, Literaturhistoriker, Literaturkritiker und Ethnograph († 1943)
- 25. August: Petar Stojanović, serbischer Komponist († 1957)
- 26. August: Edolf Aasen, norwegischer Buchdrucker († 1969)

Charles Rolls

- 27. August: Charles Rolls, britischer Unternehmer und Mitgründer von Rolls-Royce († 1910)
- 27. August: Ernst Wetter, Schweizer Politiker († 1963)
- 30. August: Hermann Muckermann, deutscher Biologe und Jesuit († 1962)

### September
- 01. September: Francis William Aston, englischer Physiker († 1945)
- 02. September: Frederick Soddy, britischer Chemiker und Nobelpreisträger († 1956)
- 03. September: Hugo Hickmann, deutscher Politiker († 1955)
- 06. September: Buddy Bolden, US-amerikanischer Musiker († 1931)
- 09. September: Jesús Castillo, guatemaltekischer Komponist († 1946)
- 10. September: Katherine Sophie Dreier, US-amerikanische Malerin und Kunstmäzenin († 1952)
- 10. September: Fritz Kuchen, Schweizer Sportschütze († 1973)
- 11. September: Felix Dserschinski, russischer Berufsrevolutionär († 1926)
- 11. September: James Jeans, englischer Physiker, Astronom und Mathematiker († 1946)
- 12. September: Alexander Jerminingeldowitsch Arbusow, russischer Chemiker († 1968)
- 12. September: Georg Hamel, deutscher Mathematiker († 1954)
- 13. September: Stanley Lord, Brite, Kapitän des Handelsschiffs SS Californian († 1962)

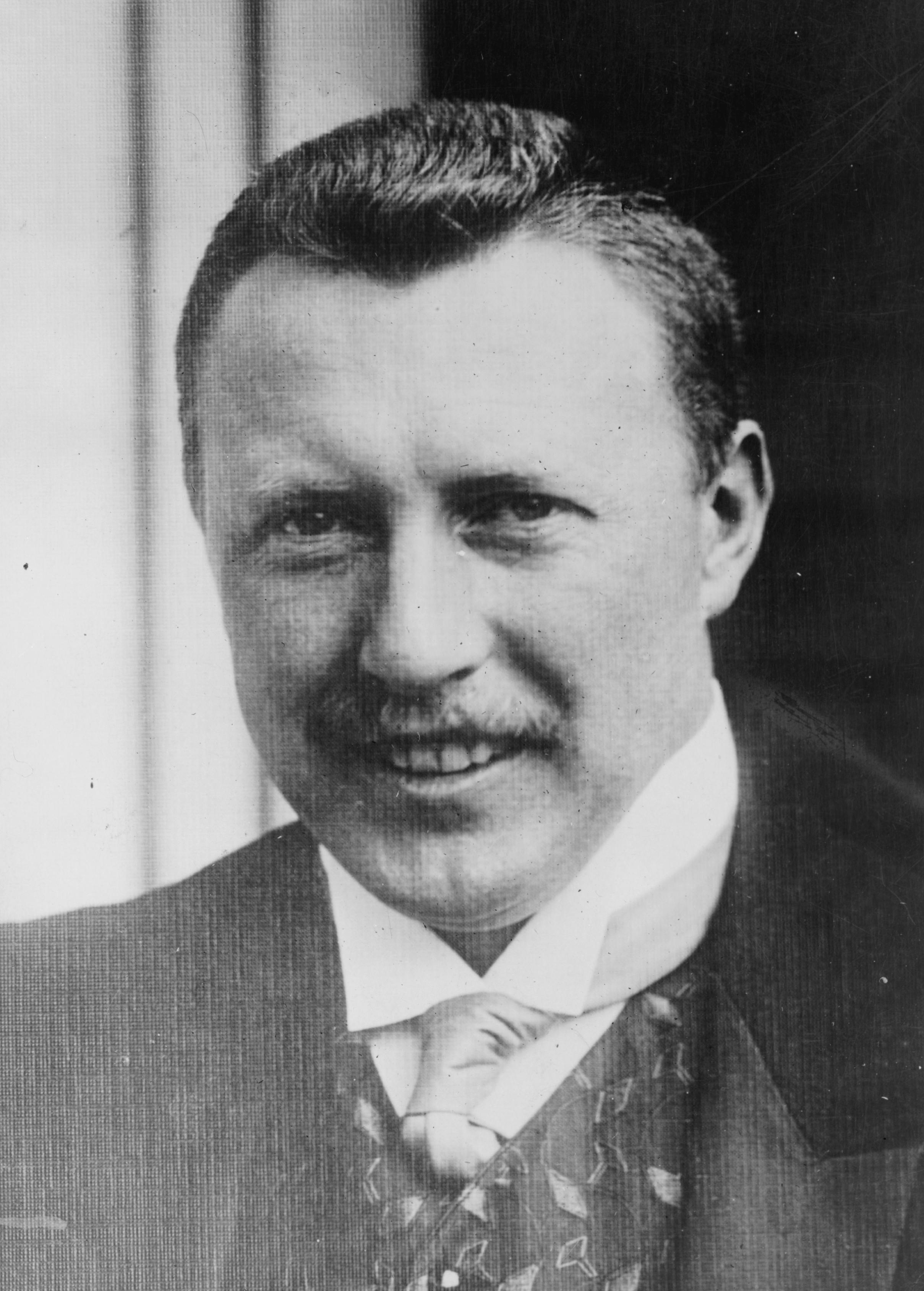
Wilhelm Filchner

- 13. September: Wilhelm Filchner, deutscher Geophysiker und Forschungsreisender († 1957)
- 13. September: Werner Rabe von Pappenheim, deutscher Offizier und Diplomat († 1915)
- 14. September: Leonard Seppala, norwegischer Musher († 1967)
- 15. September: Wilhelm Adam, deutscher Heeresoffizier († 1949)
- 17. September: Oliver Peters Heggie, australischer Schauspieler († 1936)
- 17. September: Jean Huré, französischer Komponist und Organist († 1930)
- 17. September: Jeanne Mélin, französische Feministin († 1964)
- 20. September: Armand Marsick, belgischer Violinvirtuose und Komponist († 1959)
- 22. September: Ernst von Raben, deutscher Offizier († 1924)
- 24. September: Clarence E. Case, US-amerikanischer Politiker († 1961)
- 25. September: Calles Elías Plutarco, mexikanischer Politiker und Offizier († 1945)
- 25. September: Oswald Bumke, deutscher Psychiater und Neurologe († 1950)
- 25. September: Plutarco Elías Calles, mexikanischer Politiker und Offizier († 1945)
- 26. September: Alfred Cortot, Schweizer Pianist und Dirigent († 1962)
- 26. September: Siegfried Schopflocher, kanadischer Bahai († 1953)
- 26. September: Gertrud Wurmb, deutsche Malerin († 1956)
- 28. September: Albert Freude, deutscher römisch-katholischer Pfarrer († 1956)

### Oktober
- 03. Oktober: William L. Harding, US-amerikanischer Politiker († 1934)
- 04. Oktober: Mathilde Ludendorff, deutsche Politikerin († 1966)
- 04. Oktober: Yves Le Trocquer, französischer Politiker († 1938)
- 06. Oktober: Emil Georg von Stauß, deutscher Bankier († 1942)
- 07. Oktober: Frank Croxton, US-amerikanischer Sänger († 1949)
- 08. Oktober: Oskar Aurich, deutscher Bildhauer und Medailleur († 1968)
- 08. Oktober: Emil Rausch, deutscher Offizier und Kolonialbeamter († 1914)
- 10. Oktober: William Morris, 1. Viscount Nuffield, britischer Automobilunternehmer und Philanthrop († 1963)
- 12. Oktober: Howard Mason Gore, US-amerikanischer Politiker († 1947)
- 12. Oktober: Walter Schliephacke, deutscher Maler der Romantik († 1955)
- 14. Oktober: William Wright Arnold, US-amerikanischer Jurist und Politiker († 1957)
- 14. Oktober: Rufus C. Holman, US-amerikanischer Politiker († 1959)
- 15. Oktober: Karl Augustin, deutscher Politiker († 1974)
- 15. Oktober: Wilhelm Stockums, Weihbischof in Köln († 1956)
- 16. Oktober: Bjørn Helland-Hansen, norwegischer Ozeanograph († 1957)
- 18. Oktober: Hans Willibalt Apelt, deutscher Universitätsprofessor, Staatsrechtslehrer und Politiker († 1965)
- 19. Oktober: Käte Schaller-Härlin, deutsche Porträtmalerin († 1973)
- 20. Oktober: Alfred Gwynne Vanderbilt, Sohn des US-amerikanischen Eisenbahnmoguls Cornelius Vanderbilt († 1915)

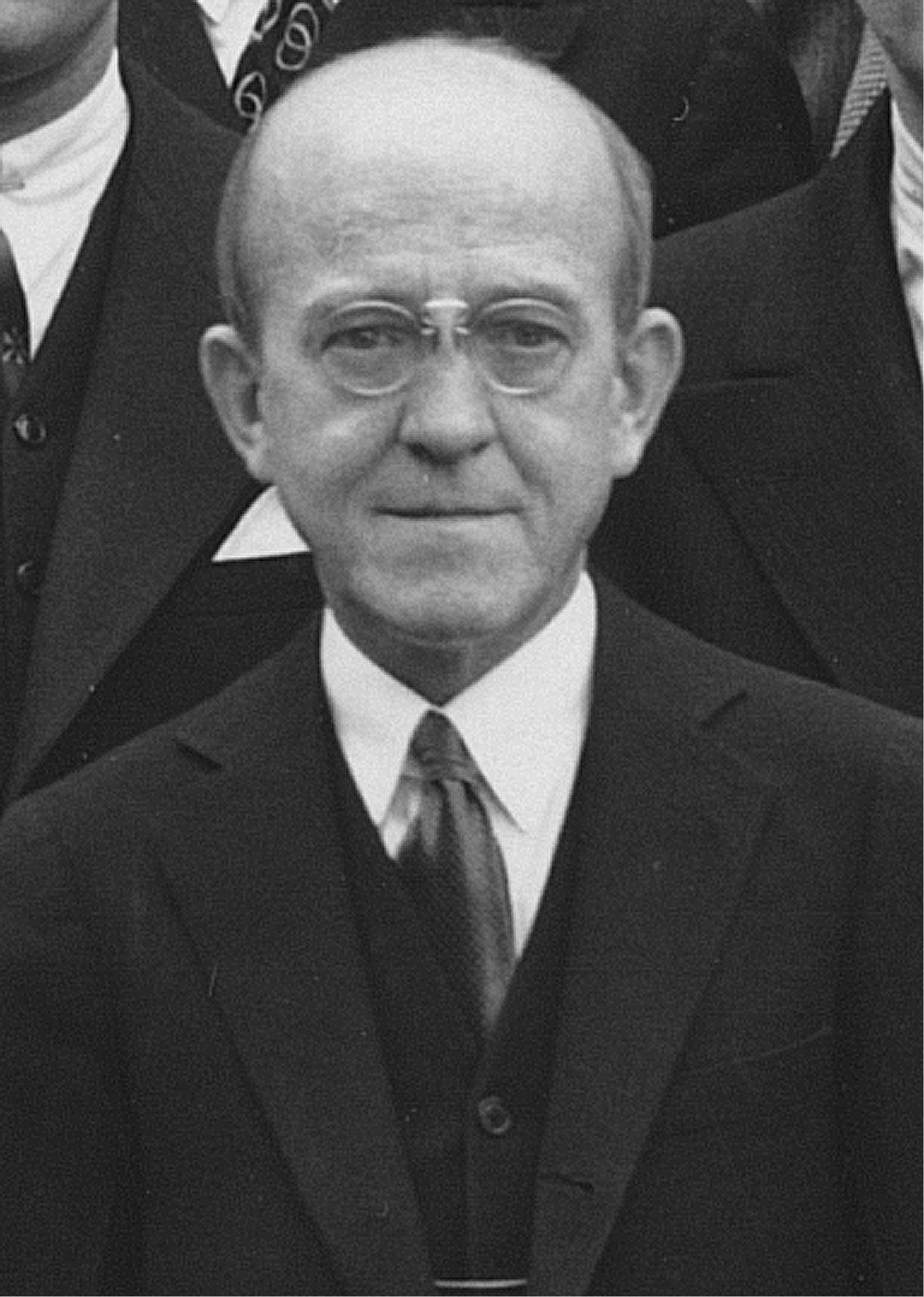
Oswald Avery, 1937

- 21. Oktober: Oswald Avery, kanadischer Arzt und Begründer der Molekulargenetik († 1955)
- 23. Oktober: Ludwig Herbert Gustav Emil Arnsperger, deutscher Chirurg († 1970)
- 23. Oktober: H. Benne Henton, US-amerikanischer Saxophonist († 1938)
- 24. Oktober: Pawel Tschesnokow, russischer Komponist und Chorleiter († 1944)
- 25. Oktober: Henry Norris Russell, US-amerikanischer Astronom († 1957)
- 26. Oktober: Fritz Danner, deutscher Kunstturner († unbekannt)
- 27. Oktober: Arnoldus Johannes Petrus van den Broek, niederländischer Anatom († 1961)
- 27. Oktober: Walt Kuhn, US-amerikanischer Künstler und Organisator der Armory Show von 1913 († 1949)
- 29. Oktober: Hermann Boßdorf, deutscher Schriftsteller († 1921)
- 29. Oktober: Salman Schocken, deutsch-israelischer Verleger († 1959)
- 31. Oktober: Herman G. Kump, US-amerikanischer Politiker († 1962)
- 31. Oktober: Josiah O. Wolcott, US-amerikanischer Jurist und Politiker († 1938)

### November
- 01. November: Else Ury, deutsche Schriftstellerin und Kinderbuchautorin († 1943)
- 02. November: Aga Khan III., Oberhaupt der ismailitischen Nizariten († 1957)
- 03. November: Carlos Ibáñez del Campo, chilenischer Militär und Politiker († 1960)
- 04. November: Tomasz Stefan Arciszewski, polnischer Politiker († 1955)
- 05. November: Edward Daniel Howard, US-amerikanischer römisch-katholischer Geistlicher († 1983)
- 07. November: Arrigo Serato, italienischer Geiger und Musikpädagoge († 1948)
- 09. November: Muhammad Iqbal, pakistanischer Dichter und geistiger Vater Pakistans († 1938)
- 12. November: Raban Adelmann von Adelmannsfelden, deutscher Ministerialbeamter und Diplomat († 1935)
- 12. November: Warren Robinson Austin, US-amerikanischer Diplomat und Politiker († 1962)
- 12. November: Torolf Voss, norwegischer Komponist und Dirigent († 1943)
- 13. November: Paul Saladin Leonhardt, deutscher Schachspieler († 1934)
- 14. November: Norman Brookes, australischer Tennisspieler († 1968)
- 14. November: Marie Long-Landry, französische Ärztin († 1968)
- 14. November: Marguerite Pichon-Landry, französische Feministin († 1972)
- 15. November: Albert Elmer Austin, US-amerikanischer Politiker († 1942)
- 15. November: William Hope Hodgson, englischer Fantasy-Schriftsteller († 1918)
- 16. November: Felix Kwieton, österreichischer Mittel- und Langstreckenläufer († 1958)
- 16. November: Rice W. Means, US-amerikanischer Politiker († 1949)
- 16. November: Halliwell Hobbes, britischer Schauspieler († 1962)
- 18. November: Arthur Cecil Pigou, englischer Ökonom († 1959)
- 19. November: André Corvington, haitianischer Fechter († 1918)
- 19. November: Wilhelm Laforet, deutscher Politiker († 1959)
- 21. November: Sigfrid Karg-Elert, deutscher Komponist († 1933)
- 22. November: Endre Ady, ungarischer Dichter († 1919)
- 22. November: Joan Gamper, Schweizer Sportler († 1930)
- 22. November: Gabriel Hatton, französischer Autorennfahrer († 1949)
- 23. November: Nikola Karev, Präsident der Republik Kruševo († 1905)
- 24. November: Alben W. Barkley, US-amerikanischer Senator und Vizepräsident († 1956)
- 24. November: Julius Lauterbach, deutscher Kapitän und Marineoffizier († 1937)
- 25. November: Richard Aßmann, deutscher Schauspieler († 1955)

### Dezember
- 02. Dezember: Carl Carey Anderson, US-amerikanischer Politiker († 1912)
- 02. Dezember: Victor Gonzalez, französischer Orgelbauer († 1956)
- 02. Dezember: William Montgomery Thomson, britischer Offizier, zuletzt Generalleutnant im Ersten Weltkrieg († 1963)
- 03. Dezember: Richard Pearse, neuseeländischer Luftfahrtpionier († 1953)
- 05. Dezember: Alessandro Anzani, italienischer Ingenieur und Rennfahrer († 1956)
- 05. Dezember: Harry Nice, US-amerikanischer Politiker († 1941)
- 06. Dezember: Paul Bonatz, deutscher Architekt und Brückenbauer († 1956)
- 07. Dezember: Walter Abbott, englischer Fußballspieler († 1941)
- 08. Dezember: Julius Keyl, deutscher Leichtathlet und Olympiateilnehmer († 1959)
- 08. Dezember: Paul Ladmirault, französischer Komponist († 1944)
- 10. Dezember: Lucy Borchard, deutsche Reederin († 1969)
- 14. Dezember: Elise Kosegarten, deutsche Malerin († 1948)
- 18. Dezember: Hendrik Bolkestein, niederländischer Althistoriker († 1942)

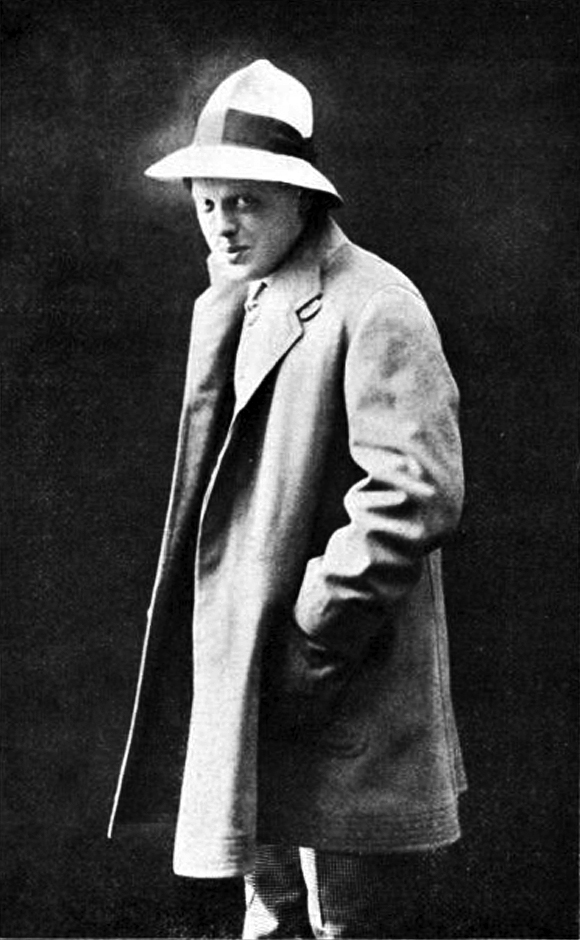
Max Pallenberg, 1909

- 18. Dezember: Max Pallenberg, österreichischer Sänger, Schauspieler und Komiker († 1934)
- 19. Dezember: Durk van Blom, niederländischer Ökonom († 1938)
- 25. Dezember: Emil Adamič, slowenischer Komponist († 1936)
- 25. Dezember: Noël Bas, französischer Turner († 1960)
- 27. Dezember: Adolf Kašpar, tschechischer Maler und Illustrator († 1934)
- 29. Dezember: Rupert Egenberger, deutscher Sonderpädagoge († 1959)
- 29. Dezember: Otto Gauß, deutscher Organist und Komponist († 1970)
- 30. Dezember: Heinrich Hermelink, deutscher Kirchenhistoriker († 1958)
- 30. Dezember: William B. Pine, US-amerikanischer Politiker († 1942)
- 31. Dezember: Lawrence Beesley, englischer Lehrer, Journalist und Autor († 1967)
- 31. Dezember: Viktor Dyk, tschechischer Dichter, Prosaist, Dramatiker, Politiker und Rechtsanwalt († 1931)
- 31. Dezember: August Frölich, deutscher Politiker († 1966)

### Genaues Geburtsdatum unbekannt
- Anastasios Andreou, griechischer Sportler († 1947)
- Faris al-Churi, syrischer Politiker († 1962)
- Evlyn Howard-Jones, englischer Pianist, Dirigent und Musikpädagoge († 1951)
- Joseph Piché, kanadischer Organist († 1939)
- Fiddlin’ Powers, US-amerikanischer Old-Time-Musiker († 1953)

## Gestorben

### Januar bis März
- 01. Januar: Karl Freiherr von Urban, österreichischer Feldmarschallleutnant (* 1802)
- 02. Januar: Alexander Bain, schottischer Erfinder (* 1811)
- 03. Januar: John Joseph Abercrombie, US-amerikanischer Brigadegeneral (* 1798 oder 1802)

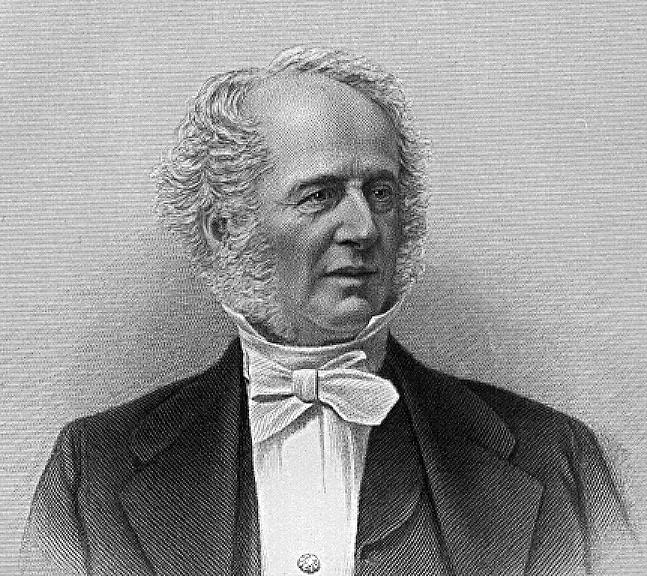
Cornelius Vanderbilt

- 04. Januar: Cornelius Vanderbilt, US-amerikanischer Unternehmer (* 1794)
- 12. Januar: Wilhelm Hofmeister, deutscher Botaniker und Professor (* 1824)
- 13. Januar: Karl Hoeck, deutscher Altphilologe und Althistoriker (* 1794)
- 15. Januar: Ether Shepley, US-amerikanischer Politiker (* 1789)
- 17. Januar: John Pettit, US-amerikanischer Politiker (* 1807)
- 24. Januar: Johann Christian Poggendorff, deutscher Physiker (* 1796)
- 26. Januar: Daniel Haines, US-amerikanischer Politiker (* 1801)
- 28. Januar: Johann Rudolf Kölner, Schweizer Publizist und Schriftsteller (* 1800)
- 02. Februar: Alexander Pawlowitsch Brjullow, russischer Architekt und Aquarellist (* 1798)
- 08. Februar: Salomon Hirzel, in Leipzig tätiger Schweizer Verleger (* 1804)
- 08. Februar: Charles Wilkes, US-amerikanischer Marineoffizier und Polarforscher (* 1798)
- 17. Februar: Joseph Johnson, US-amerikanischer Politiker (* 1785)
- 17. Februar: Salomon Hermann Mosenthal, deutscher Dramatiker und Librettist (* 1821)

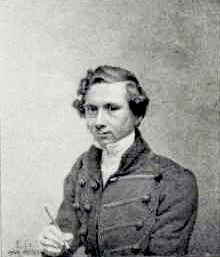
Eduard Gaertner

- 22. Februar: Eduard Gaertner, deutscher Vedutenmaler des Biedermeiers (* 1801)
- 25. Februar: Jang Bahadur Rana, Premierminister des Königreichs Gorkha (Nepal) (* 1817)
- 27. Februar: James Anderson, britisch-italienischer Fotograf (* 1813)
- 03. März: Eliza Withington, Fotopionierin und eine der ersten weiblichen Landschaftsfotografinnen (* 1825)
- 05. März: Ernst Julius Otto, deutscher Komponist, Chorleiter und Kreuzkantor (* 1804)
- 06. März: Joseph Antoine Autran, französischer Lyriker und Schriftsteller (* 1813)
- 06. März: Johann Jacoby, preußischer Politiker und führender deutscher Radikaldemokrat (* 1805)
- 07. März: Rafael Ildefonso Arté, spanischer Musikpädagoge (* 1843)
- 07. März: Victor Scheppers, belgischer Priester und Ordensgründer (* 1802)
- 10. März: David Allen Smalley, US-amerikanischer Politiker (* 1809)
- 14. März: Wilhelm von Bismarck-Briest, deutscher Politiker (* 1803)
- 14. März: Don Juan Manuel Ortiz de Rosas, argentinischer Diktator (* 1793)
- 16. März: Johan Fjeldsted Dahl, norwegischer Buchhändler und Verleger. (* 1807)
- 23. März: Paul-Henri Besson, Schweizer evangelischer Geistlicher und Dichter (* 1829)
- 29. März: Alexander Braun, deutscher Botaniker (* 1805)
- 31. März: Antoine-Augustin Cournot, französischer Mathematiker und Wirtschaftstheoretiker (* 1801)

### April bis Juni
- 03. April: Thomas Peter Akers, US-amerikanischer Politiker (* 1828)
- 06. April: Hermann Koch, deutscher Geheimer Bergrat und Vater von Robert Koch (* 1814)
- 06. April: Alexander Robert Reinagle, englischer Organist und Komponist (* 1799)
- 07. April: Fernán Caballero, spanische Schriftstellerin (* 1796)
- 10. April: Attilio Catelli, italienischer Librettist (* 1845)
- 18. April: Franz Hanfstaengl, deutscher Maler, Lithograph und Fotograf (* 1804)
- 23. April: Adolphe van Soust de Borckenfeldt, belgischer Dichter und Kunsthistoriker (* 1824)
- 28. April: William Gannaway Brownlow, US-amerikanischer Politiker (* 1805)
- 06. Mai: Johan Ludvig Runeberg, finnischer Schriftsteller (* 1804)
- 10. Mai: Ernst Carl von Ahlefeldt, Herr der Güter Oehe und Rögen (* 1785)
- 11. Mai: Johann Heinrich Achterfeld, deutscher Theologe, Professor und Herausgeber (* 1788)
- 13. Mai: Joseph Höger, österreichischer Landschaftsmaler, Aquarellist, Radierer und Lithograph (* 1801)
- 13. Mai: Ernest Picard, französischer Politiker (* 1821)
- 16. Mai: David Urquhart, schottischer Politiker und Autor (* 1805)
- 22. Mai: Theodor Lachner, deutscher Hoforganist (* 1795)
- 23. Mai: Jonas Breitenstein, Schweizer Schriftsteller (* 1828)
- 24. Mai: Antonio Smith, chilenischer Landschaftsmaler (* 1832)
- 27. Mai: Gustav Meyer, deutscher Landschaftsgestalter, Städtischer Gartendirector zu Berlin (* 1816)
- 31. Mai: Jakub Bek, usbekischer Kriegsherr, Herrscher des Reichs von Jetti-Schahr (* 1820)
- 01. Juni: Franz Joseph Aufschläger, deutscher Geistlicher (* 1812)
- 03. Juni: Ludwig von Köchel, österreichischer Musikwissenschaftler (Köchelverzeichnis) (* 1800)
- 07. Juni: Edwin White, US-amerikanischer Maler (* 1817)
- 10. Juni: August Tholuck, deutscher protestantischer Theologe (* 1799)
- 11. Juni: Johann Heinrich Fierz, Schweizer Unternehmer und Nationalrat (* 1813)
- 11. Juni: Ignaz Pallme, österreichischer Handelsreisender und Afrikaforscher (* 1806)
- 12. Juni: Ludvig Kristensen Daa, norwegischer Politiker und Publizist (* 1809)
- 13. Juni: Cesare Ciardi, italienischer Flötist und Komponist (* 1818)
- 17. Juni: John Stevens Cabot Abbott, US-amerikanischer Geistlicher und Schriftsteller (* 1805)
- 17. Juni: Daniel D. Pratt, US-amerikanischer Politiker (* 1813)
- 29. Juni: William H. H. Ross, US-amerikanischer Politiker (* 1814)

### Juli bis September
- 01. Juli: Carl Friedrich Deneke, Geheimer Kommerzienrat, Politiker und Industrieller (* 1803)
- 03. Juli: Gaspard Marchinville, Schweizer Unternehmer und Politiker (* 1815)
- 06. Juli: Friedrich Wilhelm Hackländer, deutscher Schriftsteller (* 1816)
- 07. Juli: Jacob Aicher von Aichenegg, deutscher Jurist und Politiker (* 1809)
- 07. Juli: Carl Wallau, deutscher Politiker (* 1823)
- 12. Juli: Ottilie Wildermuth, deutsche Schriftstellerin (* 1817)
- 14. Juli: August von Bethmann-Hollweg, deutscher Jurist und Politiker (* 1795)
- 18. Juli: Alexander von Frantzius, deutscher Mediziner, Zoologe und Anthropologe (* 1821)
- 20. Juli: Federico Errázuriz Zañartu, chilenischer Politiker (* 1825)
- 23. Juli: Florus Conrad Auffarth, preußischer Verwaltungsbeamter (* 1815)
- 26. Juli: Léon Saunier, deutscher Verleger und Buchhändler (* 1814)
- 26. Juli: Nehemiah Abbott, US-amerikanischer Politiker (* 1804)
- 27. Juli: François Blanc, französischer Mathematiker und Finanzier (* 1806)
- 04. August: Karl Friedrich von Steinmetz, preußischer Generalfeldmarschall (* 1796)
- 05. August: Luigi Rinaldo Legnani, italienischer Sänger, Gitarrist und Komponist (* 1790)
- 08. August: Gustav Wilhelm Schubert, sächsischer Kommissionsrat, Jurist und Historiker (* 1801)
- 11. August: Desiderius Beck, königlich bayerischer Gerichtsarzt, Gründer des ersten salinischen Moorheilbades in Bad Aibling (* 1804)
- 16. August: Johann Caspar Harkort V., deutscher Unternehmer (* 1785)
- 21. August: Ferdinand Becker, deutscher Maler von Heiligenbildnissen und Märchenszenen (* 1846)
- 30. August: Wilson Shannon, US-amerikanischer Politiker (* 1803)
- 03. September: Adolphe Thiers, französischer Staatsmann und Historiker (* 1797)
- 05. September: Crazy Horse, Kriegshäuptling der Oglala-Lakota-Sioux-Indianer (* 1840)
- 09. September: Carl Wilhelm Heine, deutscher Mediziner, Chirurg und Präsident der deutschen Ärzteschaft in Prag (* 1838)
- 12. September: Julius Rietz, deutscher Dirigent, Kompositionslehrer und Komponist (* 1812)
- 13. September: Maria Anna Leopoldine (* 1805)
- 16. September: Levi Coffin, US-amerikanischer Quäker, Abolitionist und Geschäftsmann (* 1798)
- 17. September: William Henry Fox Talbot, englischer Photopionier (* 1800)
- 20. September: Lewis V. Bogy, US-amerikanischer Politiker (* 1813)
- 20. September: Johann Luzius Isler, Bündner Konditor und Vergnügungsparkbetreiber in St. Petersburg (* 1810)
- 23. September: Urbain Le Verrier, französischer Mathematiker (* 1811)
- 24. September: Saigō Takamori, japanischer Samurai und Reformer (* 1828)
- 27. September: Carl August Bernhard von Arnswald, sächsischer Kammerherr und Schlosshauptmann (* 1807)
- 29. September: Thomas Jean Arbousset, französischer Missionar (* 1810)

### Oktober bis Dezember
- 02. Oktober: Erwin von Bary, deutscher Arzt und Afrikareisender (* 1846)
- 05. Oktober: Constantin Ackermann, deutscher evangelischer Geistlicher (* 1799)
- 10. Oktober: Johann Georg Baiter, Schweizer Theologe und Textkritiker (* 1801)
- 11. Oktober: Léon Prévost, französischer Komponist (* 1831)
- 14. Oktober: Antoine Elwart, französischer Komponist, Musikpädagoge und -wissenschaftler (* 1808)

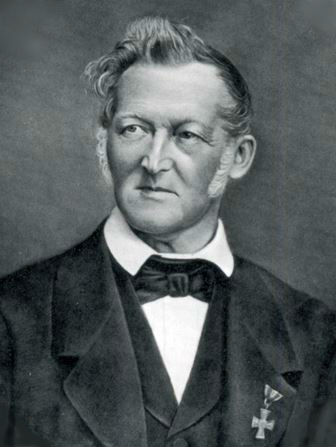
Johann Carl Fuhlrott

- 17. Oktober: Johann Carl Fuhlrott, deutscher Naturforscher (* 1803)
- 17. Oktober: Johann Kaspar Mörikofer, Schweizer Geistlicher und Gelehrter (* 1799)
- 18. Oktober: Adolf Christ, Schweizer Politiker (* 1807)
- 26. Oktober: Michael Arnold, deutscher Bildhauer, Maler und Grafiker (* 1824)
- 29. Oktober: Nathan Bedford Forrest, US-amerikanischer General (* 1821)
- 01. November: Friedrich von Wrangel, preußischer Offizier (* 1784)
- 04. November: Joseph Heine, deutscher Mediziner, Regierungs- und Medizinalrat in der Pfalz (* 1803)
- 07. November: Karel Sabina, tschechischer radikaler Demokrat, Publizist, Schriftsteller und Literaturkritiker (* 1813)
- 08. November: Amalie Auguste, sächsische Königin (* 1801)
- 16. November: Karl Ludwig von Littrow, deutscher Astronom (* 1811)
- 22. November: Heinrich Funk, deutscher Landschaftsmaler (* 1807)
- 26. November: Richard Lucae, deutscher Architekt, Direktor der Berliner Bauakademie (* 1829)
- 28. November: Luise Büchner, deutsche Frauenrechtlerin und Autorin (* 1821)
- 02. Dezember: Moritz von Bethmann, deutscher Unternehmer und Bankier (* 1811)
- 13. Dezember: James Elton, englischer Afrikareisender und Reiseschriftsteller (* 1840)
- 16. Dezember: Johann Anton Casparis der Ältere, Schweizer Jurist und Politiker (* 1808)
- 17. Dezember: Louis Jean Baptiste d’Aurelle de Paladines, französischer General (* 1804)
- 18. Dezember: Philipp Veit, deutscher Maler (* 1793)
- 29. Dezember: Heinrich Boller, Schweizer Industrieller und Politiker (* 1821)
- 30. Dezember: Giuseppe Mengoni, italienischer Architekt (* 1829)
- 31. Dezember: Gustave Courbet, französischer Maler (* 1819)
- 31. Dezember: Alberto Mazzucato, italienischer Komponist und Musikpädagoge (* 1813)

### Genaues Todesdatum unbekannt
- Donaciano Vigil, US-amerikanischer Politiker (* 1802)